# Carlisme

L'any 1935 el carlisme feu seva la senyera tradicional dels exèrcits espanyols, la Creu de Borgonya, considerada bandera representativa de les forces armades de la Monarquia Hispànica.

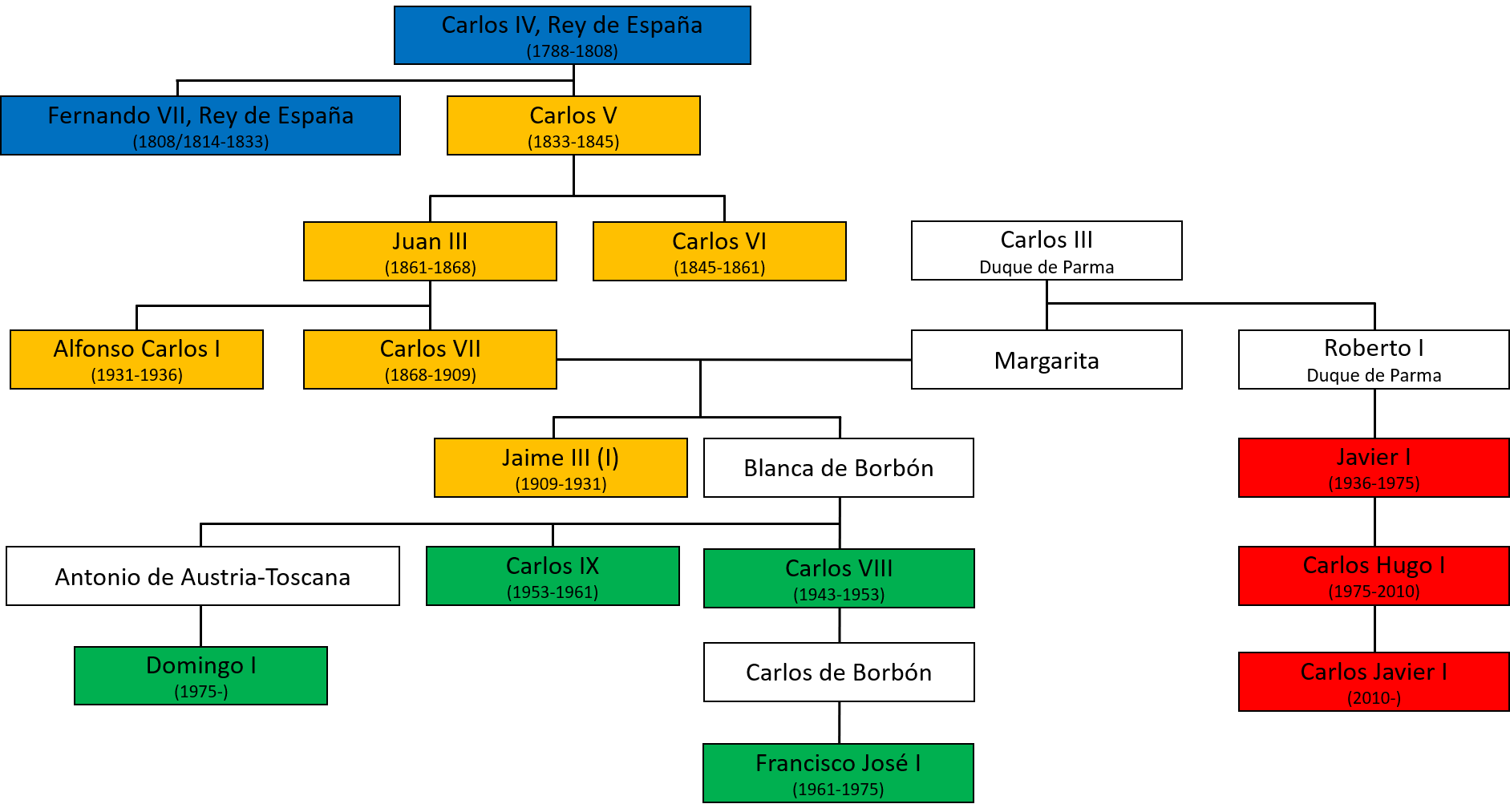
Arbre genológic de pretenents carlins al tron d'Espanya. Llegenda: Reis d'Espanya (blau), pretendents carlins de la branca principal (groc), branca de pretendents de la casa de Borbó-Parma (vermell), pretendents carloctavistes (verd)

El carlisme, també anomenat tradicionalisme, legitimisme o jaumisme (entre 1909 i 1931), va ser —i tot i que molt reduït, encara és— un moviment polític ultraconservador d'Espanya, que pretenia entronitzar una branca alternativa de la dinastia borbònica espanyola.
El carlisme va néixer el 1833 com un moviment tradicionalista en oposició al liberalisme. Els seus postulats ideològics es van resumir en el lema de Déu, pàtria, furs i rei.
El suport social del carlisme provenia tradicionalment de les zones rurals, puix que molts pagesos veien amenaçada la seva forma tradicional de vida amb l'entrada dels principis econòmics liberals al camp, a causa de les successives desamortitzacions i als constants atacs per a privar-los dels drets comunals. El suport del baix clergat al primer moviment carlí també fou considerable, ja que defensava un catolicisme militant, atès que l'Església en aquella època no admetia la llibertat de culte ni la laïcitat de l'Estat. També s'oposava al centralisme, reivindicant la restauració dels furs bascos i navarresos, així com els de Catalunya i la corona d'Aragó, estenent el principi regionalista a tot Espanya.
La vitalitat del carlisme a Catalunya encara al primer terç del segle xx es mostra en elements com la reorganització política finisecular, el manteniment de nombrosos diaris (destacant-ne El Correo Catalán a Barcelona), la creació del Requetè o la participació de carlins en els Sindicats Lliures. Tot i que el carlisme no va tenir cap participació activa en el naixement del catalanisme polític, posteriorment s'hi va sumar esporàdicament i forçat per l'ambient, segons l'historiador Pere Anguera. El 1930 el partit jaumista català va elaborar un projecte d'Estatut d'Autonomia per a Catalunya, fet que, segons Anguera, es contradiu amb la radical oposició carlina a l'Estatut de 1932, que va fer que alguns antics tradicionalistes fundessin la Unió Democràtica de Catalunya.
Durant la dècada de 1930 fou decisiva la conspiració dels carlins amb els militars contra la Segona República que donà origen a la Guerra Civil espanyola. En la guerra més de 60.000 voluntaris van combatre en el Requetè repartits en 67 terços, entre els quals destacà el Terç de Requetès de la Mare de Déu de Montserrat, format exclusivament per catalans fugits de la zona republicana.

## Història

### El carlisme durant les guerres carlines

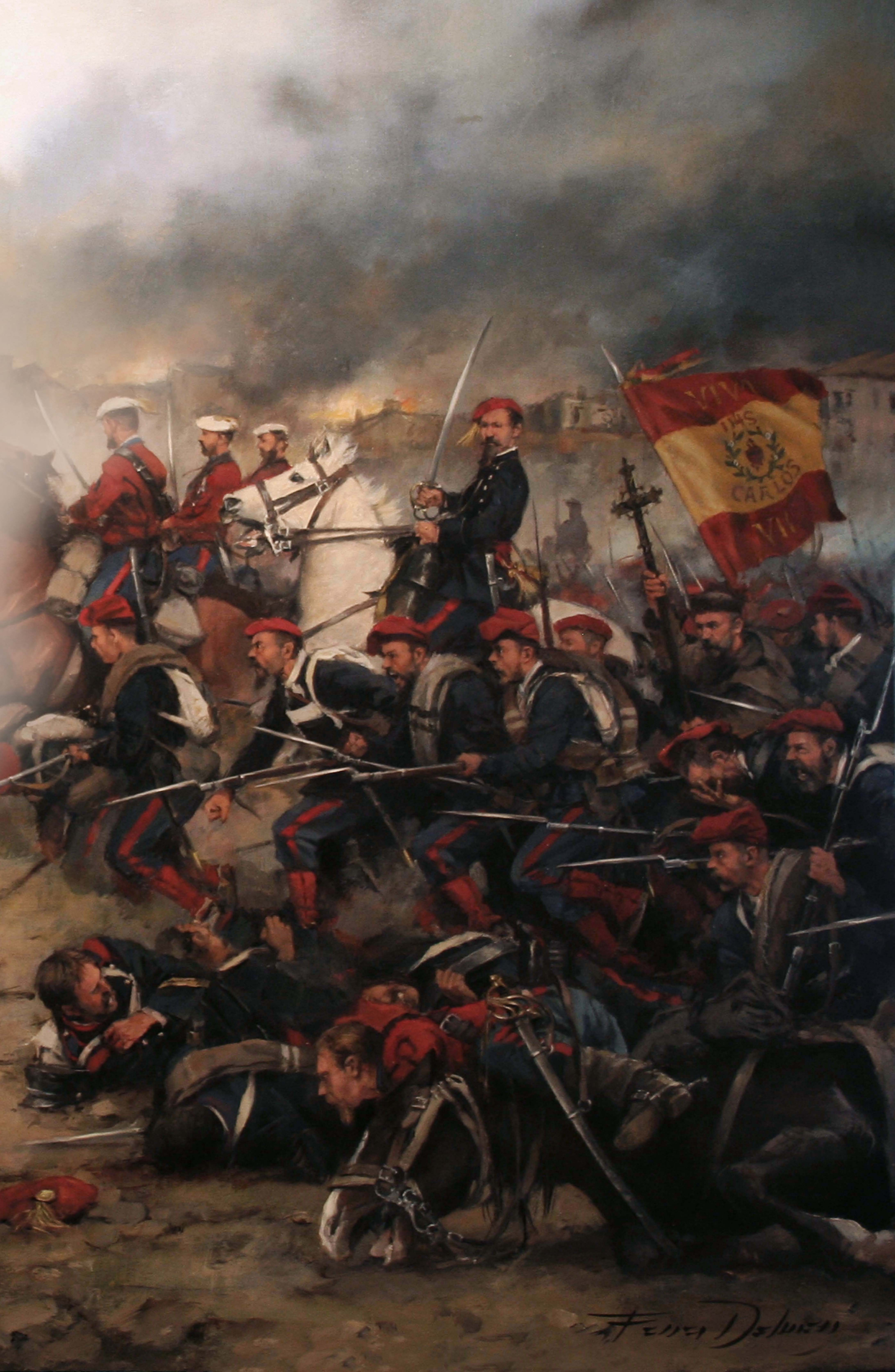
El General Tristany al front de les tropes carlines de Girona a la Tercera Guerra Carlina (quadre d'Augusto Ferrer-Dalmau).

El conflicte entre carlins i liberals originà nombroses insurreccions durant el segle xix, que en tres moments es generalitzaren fins al punt de constituir autèntiques guerres civils. El fenomen del carlisme va ser especialment fort a Navarra, al País Basc, al País Valencià (especialment a la zona del Maestrat) i a Catalunya, però va tenir incidència a tot Espanya.
Alguns militars carlins destacats van ser:
- Tomás de Zumalacárregui, comandant en cap de les forces basco-navarreses durant la primera guerra (1833-1840).
- Josep Galceran, primera persona a Catalunya en alçar-se a favor de Carles V. Va ser un comandant reconegut durant la primera guerra (1833-1840)
- Ramon Cabrera i Grinyó, comandant en cap de les forces carlines al Maestrat durant la primera guerra i a Catalunya durant la segona guerra o Guerra dels Matiners (1846-1849).
- Rafael Tristany i Parera, cap de l'exèrcit carlí a Catalunya durant la tercera guerra (1872-1876).
- Francesc Savalls i Massot, general carlí de la tercera guerra (1872-1876).

### El carlisme durant el regnat d'Isabel II
Després de la desfeta de l'any 1839 amb el Conveni de Vergara, el carlisme, tot i haver quedat reduït a la clandestinitat, continuava aglutinant un bon sector dels espanyols. Els carlins creien haver perdut principalment per una traïció i Vicente Marrero afirma que les seves idees fins i tot eren majoritàries entre la població. Mostra d'això és el fet que durant alguns anys el diari La Esperanza, dirigit pel carlista Pedro de la Hoz, arribés a ser el diari amb més circulació de tota la premsa espanyola de l'època.
Els primers pensadors carlins, que van publicar els seus escrits a finals de la dècada de 1830 i principis de 1840, van ser Vicenç Pou, Magí Ferrer, Pedro de la Hoz, Atilano Melguizo i Félix Lazaro Garcia.

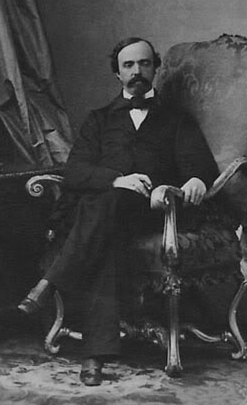
Carles Lluís de Borbó i de Bragança, comte de Montemolín (Carles VI)

Per tal de reconciliar definitivament els espanyols, superar el plet dinàstic i unir tots els monàrquics, el partit balmista va defensar el matrimoni entre Isabel II i el comte de Montemolín (primogènit de Carles Maria Isidre, en qui el darrer abdicaria per a facilitar el projecte). En el seu diari El Pensamiento de la Nación, Jaume Balmes va defensar incessantment aquest matrimoni, i després de reunir-se a París amb el comte de Montemolín, aquest va publicar un manifest que va aparèixer a La Esperanza amb data del 23 de maig de 1845, redactat pel mateix Balmes, en el qual Carles Lluís es mostrava conciliador, tot afirmant que «la millor manera d'evitar la repetició de les revolucions no és obstinar-se a destruir tot el que han aixecat, ni a aixecar tot el que han destruït».
El projecte de Balmes fracassaria, d'una banda, per l'hostilitat de Narváez, Maria Cristina i el rei Lluís Felip de França, així com pels gustos personals d'Isabel, però també per la postura intransigent del comte de Montemolín, representada pel diari carlista La Esperanza, que es va oposar a la idea balmesiana que Carles Lluís fos simplement el rei consort i va postular la tesi d'una unió dinàstica com la dels Reis Catòlics, en igualtat de drets («tanto monta»). Menéndez Pelayo escriuria al respecte que l'empresa de Balmes no va fracassar per incompatibilitat de principis, sinó per incompatibilitat de persones.
A més, la política del nou règim liberal girava al voltant de la influència francesa, quan manaven els moderats, i dels anglesos, quan ho feien els progressistes. Davant la necessitat de casar Isabel II, a França la Monarquia de juliol (amb la qual Carles Lluís, lleial als borbons destronats, no es va voler entendre) es va decidir per Francesc d'Assís de Borbó amb el pla que si el matrimoni no tenia successió, la dinastia d'Orleans ascendiria al tron espanyol. D'altra banda, com que Francesc d'Assís no hauria de tenir autoritat sobre la seva dona, Espanya quedaria sotmesa a la influència de Lluís Felip. Per la seva banda, Anglaterra recolzava la candidatura de Enric de Borbó i Borbó-Dues Sicílies, d'idees progressistes, i els carlins, mancats d'aliats internacionals, es van quedar sols.
Després del fracàs del matrimoni amb Isabel, una part dels partidaris del comte de Montemolín van provocar una nova insurrecció, amb focus principal a Catalunya, coneguda com la Guerra dels Matiners, que va durar fins al 1849. Van tornar a aixecar-se partides carlines el 1855, després d'un nou fracàs d'acord amb la dinastia regnant, i l'any 1860 es va produir l'intent del general Ortega a Sant Carles de la Ràpita, en el qual va acabar pres el propi Carles Lluís, a qui van forçar a renunciar als seus drets dinàstics, renúncia de la qual posteriorment va dir des de l'estranger que no havia tingut cap validesa.

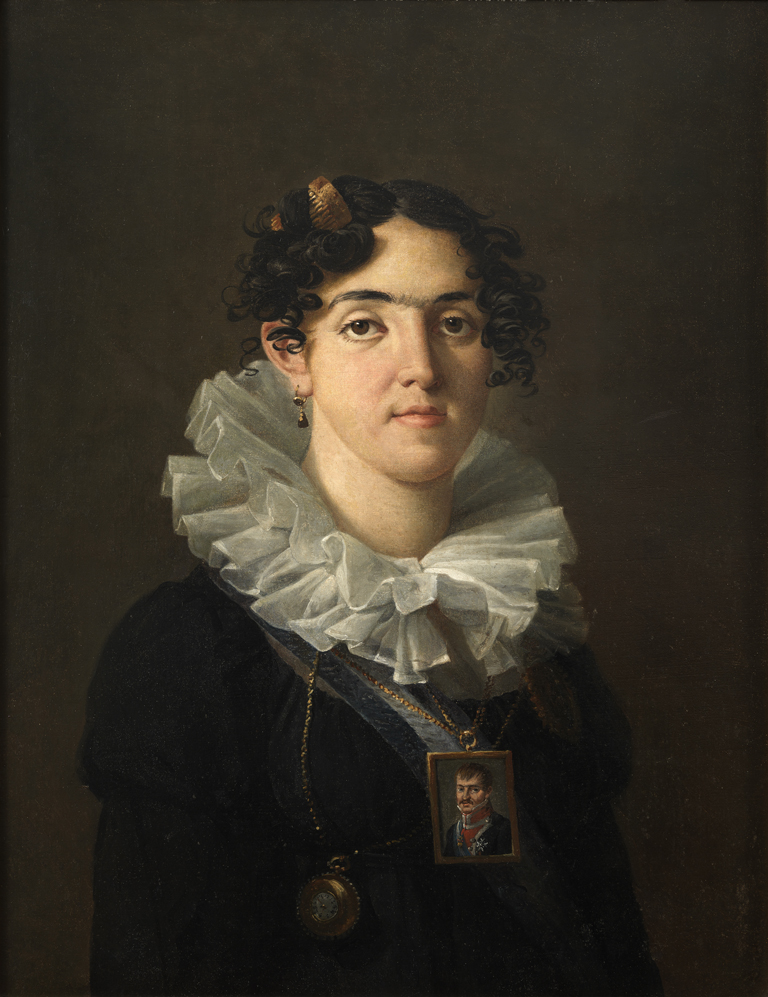
Maria Teresa de Bragança, segona esposa de Carles Maria Isidre, coneguda com la princesa de Beira.

Després de morir Carles Lluís el 1861, el seu germà Joan de Borbó i Bragança, en qui requeien els drets de la dinastia carlista, va reconèixer  Isabel II com a reina d'Espanya, però la seva madrastra, Maria Teresa de Bragança, princesa de Beira, va protestar contra aquest fet i va publicar en 1863 la seva cèlebre «Carta als espanyols», en la qual proclamava el fill de Don Joan, Carles de Borbó i Àustria-Este, posteriorment conegut pels seus partidaris com Carles VII, com a legítim hereu dels drets de Carles Lluís. Únicament l'esposa de Don Joan, mare de Carles VII, es negava a donar suport a aquesta idea, però finalment va cedir davant els decidits propòsits del seu fill, qui va començar a rebre la visita dels personatges carlins més significats (Joaquín de Marichalar, Carles Algarra, Rafael Tristany, Regino Mergeliza, etc.), publicant poc després un manifest seu a La Esperanza. En una conferència amb Vicente de la Hoz es van estudiar els mitjans per reorganitzar el partit carlista.
El 1866 Don Carles va escriure al seu pare declarant-se a si mateix com a cap dels carlins i el 1868 va presidir a Londres un Consell amb les principals figures del carlisme per a rellançar el moviment, aprofitant la crisi del règim isabelí. En aquesta junta es va traçar un pla polític i administratiu, es va fixar la línia de conducta a seguir, es va preparar el manifest que el següent any dirigiria als espanyols, i va prendre el títol de duc de Madrid.
En el seu posterior exili a París, Isabel II va conèixer personalment Carles VII, a qui arribaria a reconèixer com a rei legítim d'Espanya.

### El carlisme durant el Sexenni Democràtic

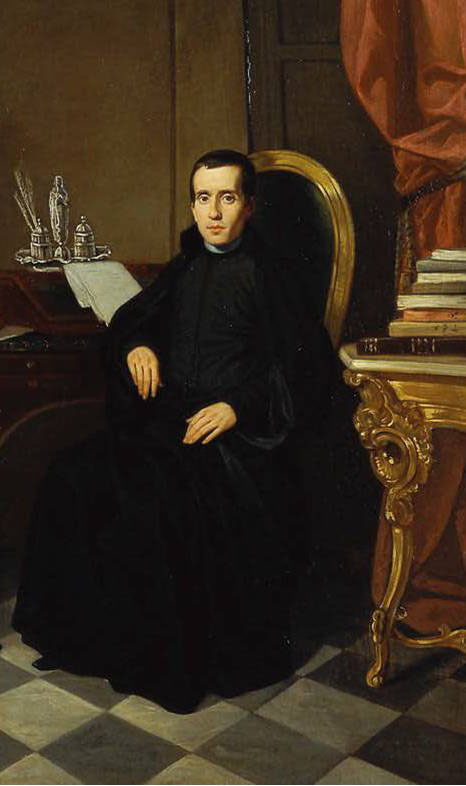
Jaume Balmes

Tot i que el carlisme neix el 1833 per defensar l'absolutisme, posteriorment se'n desvinculà i va desenvolupar una política de defensa de la tradició medieval influenciada en el pensament de Jaume Balmes.
La Revolució de 1868 que destronà Isabel II i el posterior Sexenni Revolucionari van suposar un gran ressorgiment del carlisme, que per primer cop va participar en la política parlamentària. Per la seva defensa de la unitat catòlica i del sistema monàrquic tradicional, els anomenats neocatòlics —antics isabelins— s'integraren al partit carlí, que es va constituir amb el nom de Comunió Catòlico-Monàrquica. Amb aquest nom, nocedalins i carlins ja havien unificat els seus esforços durant la dècada de 1860, fins i tot abans de la revolució. La Junta Central catòlico-monàrquica fou presidida pel marquès de Villadarias. A la majoria de les províncies d'Espanya es van crear diaris carlins. En les eleccions generals espanyoles de 1871 arribaren a obtenir 51 diputats. En aquest context, el 1872 comença la Tercera Guerra Carlina que durarà fins a 1876.

#### El programa de Carles VII
Durant el Sexenni Revolucionari el carlisme va esdevenir per primera vegada un moviment legal, augmentant les seves files amb antics isabelins procedents del partit moderat. Els catòlico-monàrquics o carlins van començar llavors a definir la seva doctrina, la qual durant el regnat d'Isabel II només havia estat exposada de manera indirecta pel diari madrileny La Esperanza, òrgan oficiós de la causa carlina.
L'any 1873 Leandro Herrero va afirmar en un llibret titulat El gobierno carlista: lo que es en teoría y práctica que el carlisme era sinònim de monarquia cristiana, i que el seu fonament essencial era el dret diví, a més de la legitimitat monàrquica. La monarquia era vista pels carlins com una institució paternalista, on el rei cristià hauria d'exercir com a pare bondadós del seu poble, però també hauria de manar i ser obeït.

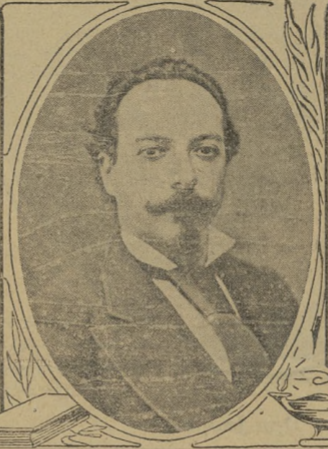
Leandro Herrero

El pretendent Carles VII va reconèixer que, tot i que es proposava restaurar "l'Espanya antiga", l'Antic règim no podia tornar tal com havia estat abans, sinó que necessitava grans reformes.
En l'Estat carlí, la família hauria de ser una institució sacramental, d'origen diví, sense possibilitat de matrimoni civil ni de divorci, i el pare de família havia d'exercir com a patriarca. Encara que mantenint la propietat privada, la monarquia hauria de procurar la justícia social, proporcionant a les famílies el dret a l'assistència religiosa, a la beneficència, a la instrucció i al treball. El programa carlí defensava des del començament la descentralització i la reducció de l'administració pública, en la qual fins i tot el rei hauria de tenir uns ingressos raonables i no excessius.
Pel que fa a l'Església, els carlins volien la seva llibertat i independència. Proclamaven la unitat catòlica, és a dir, la prohibició d'altres religions, però sense restablir-hi el tribunal de la Inquisició. L'Església hauria d'exercir principalment la seva missió docent i caritativa. Els liberals eren considerats pels carlins com a enemics de la fe i de la pàtria, identificant-los amb els moros i els francesos, al·ludint al fet que aquests ja havien estat derrotats en el passat. Per tal de vèncer "els enemics d'Espanya", els espanyols havien de prendre tots la creu.
D'acord amb els seus partidaris, el programa carlí defensava drets fonamentals com el dret a la vida, el dret a l'ensenyament i a la beneficència, el dret de reunió i associació, el dret a la publicitat del pensament, el dret a la justícia i el dret a la representació del regne congregat en Corts. Tanmateix, aquests drets haurien d'estar limitats, ja que per sobre n'hi hauria, segons Herrero, el precepte que "cap home té dret a degradar-se".
Segons havia manifestat Carles VII, les bases de la llei fonamental del regne havien de ser:
- La unitat catòlica regida per l'Església.
- La monarquia de dret diví, símbol de la paternitat reial.
- La fraternitat cristiana formant l'Estat cristià.
- La consagració dels drets de l'home amb les limitacions imposades per la religió i per la consciència.
- La institució de Corts, congregades per estaments, com a representació genuïna de totes les classes del país.
- La responsabilitat de tots els poders davant el rei.[41]

#### La Generalitat carlina
Durant la guerra, entre 1874 i 1876 els carlins catalans van restablir la Diputació General de Catalunya, presidida oficialment pel general Tristany i, de facto, per Joan Mestre i Tudela, vicepresident. També en formaren part Josep de Solà Morales, Francesc Xavier de Subirà, Francesc Xavier Sitjar, Josep de Macià, Joaquim de Rocafiguera i Josep Coronas com a vocals, i Lluís de Cuenca com a secretari. Posteriorment n'ocuparia la presidència el general Francesc Savalls. Tot i aíxi, segons Jacint de Macià, qui va redactar l'escrit de proclamació dels furs perquè el signés Don Carles, a la cort del pretendent dominava el corrent centralista.
Molts dels integrants d'aquesta Diputació carlina anys després se separaren del carlisme amb Ramón Nocedal i formaren part de la Junta integrista de Catalunya, decebuts amb la negativa de Don Carles a restablir un organisme semblant a l'Inquisició, la qual cosa, segons ells, vulnerava els furs catalans, que establien la unitat catòlica amb sanció coercitiva.

### El carlisme durant la Restauració

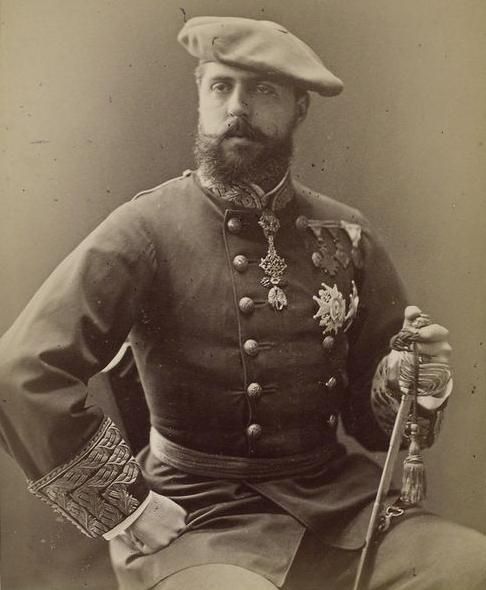
Carles VII

Tot i que després de la derrota militar de 1876 el carlisme va perdre bona part del seu potencial, no en va pas significar la seva desaparició. El març de 1876 Don Carles va publicar a Pau un manifest mantenint la seva actitud combativa, i per això va haver d'abandonar França, passà a Anglaterra i va fer diversos viatges per Amèrica, Europa, Àfrica i Àsia. Finalment s'establí a Venècia, al palau Loredan, que li va ser regalat per la seva mare el 1881. Mentrestant va reorganitzar el seu partit, i en va tornar a encarregar la direcció a Cándido Nocedal com a delegat tot just acabada la guerra.
El rei Alfons XII va tractar d'atraure's les masses carlines i conservadores afirmant que seria «catòlic com els meus avantpassats i liberal com el meu segle». Aquesta tendència va encarnar en el pidalisme, format pels antics elements moderats del carlisme que no van voler entrar en el partit liberal-conservador d'Antonio Cánovas, i que sostenien la unitat catòlica en l'ordre religiós. Aquest moviment fou liderat pels germans Luis Pidal i Alejandro Pidal, que va fundar la revista La España Católica.
Des del diari El Siglo Futuro, fundat per Ramon Nocedal, els carlins van fer campanya contra la Constitució de 1876, afirmant que els catòlico-liberals (mestissos, com els van anomenar) eren una aberració monstruosa, ja que el liberalisme era inconciliable amb el catolicisme i constituïa «la síntesi de tots els errors i heretgies», per la qual cosa els catòlics només havien de militar en el partit diametralment oposat, és a dir en el carlisme. Amb aquest caràcter d'organització catòlica en lluita contra tots els errors liberals, van prendre com a base el Syllabus del Papa Pius IX, aconseguint el suport de la gran majoria del clergat i de molts catòlics.

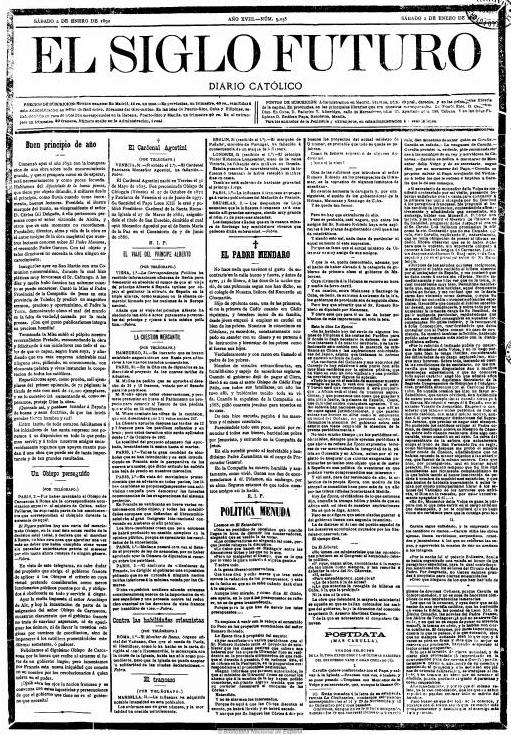
El Siglo Futuro

Els fills de Pedro de La Hoz, Vicente i el seu germà polític Juan Antonio Vildosola, van fundar el diari La Fe, continuador de La Esperanza. El 1881 La Fe va defensar la col·laboració amb els catòlico-liberals en la Unió Catòlica, per la qual cosa s'enfrontà amb El Siglo Futuro. Un dels objectius de La Unión era que Cándido Nocedal, com a dirigent d'un partit catòlic, acceptés la nova organització i se sotmetés a ella i a la seva Junta. La negació de Nocedal va desencadenar greus polèmiques, que van adquirir caràcter personal, entre els diaris El Siglo Futuro, La Fe i La Unión Católica. La Fe va arribar a dir que Nocedal representava «el neocatolicisme ingerit en el vell partit carlí per dominar-lo i desnaturalitzar-lo». A principis de 1884 Alejandro Pidal fou nomenat ministre de Foment en un govern presidit per Cánovas, la qual cosa va consolidar la posició de Nocedal i els carlins intransigents, que digueren que aquest fet suposava l'acceptació per Pidal del liberalisme polític.
El 1885 va morir Cándido Nocedal i s'esperava que el seu fill Ramon fos nomenat el seu successor, però Don Carles va preferir assumir ell mateix la direcció del partit. Amb motiu del naixement d'Alfons XIII el 1886, Don Carles va publicar un manifest als espanyols reivindicant els drets a la Corona. Poc després va fer un segon viatge a l'Amèrica del Sud i va donar una nova organització al seu partit, dividint Espanya en quatre grans circumscripcions i nomenant un cap per a cadascuna, que foren León Martínez Fortún, Juan María Maestre, Francisco Cavero i el marquès de Valdespina. L'organització va prendre així un cert aspecte militar, perquè tots els caps ho eren. En aquesta època es va organitzar a Madrid la primera Juventud Carlista d'Espanya i poc després se'n crearen moltes altres.

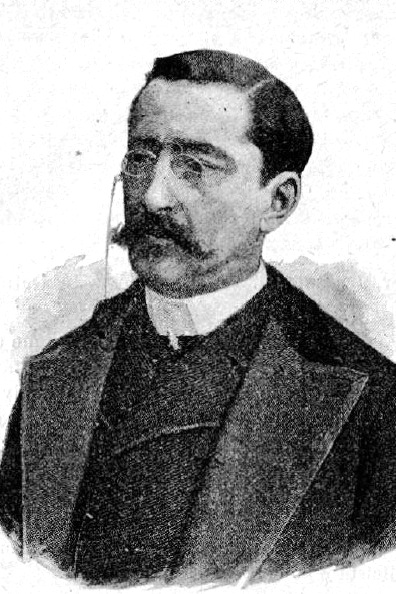
Lluís Maria de Llauder

Des d'El Siglo Futuro, Ramón Nocedal, insatisfet pel seu paper secundari, no deixava d'atacar La Fe, que representava la tendència bel·licosa del partit carlí. Don Carlos va demanar la pau entre els seus partidaris, però no va ser escoltat. El 1888 el pretendent va indicar a Lluis Maria de Llauder la publicació del seu famós escrit, El Pensamiento del Duque de Madrid. Nocedal s'hi oposà, dient des d'El Siglo Futuro que a la comunió tradicionalista el primer era Déu, després la Pàtria i per acabar el Rei, d'acord amb l'ordre del famós lema carlí, amb la qual cosa donava a entendre que Don Carles manava o sostenia coses contràries a Déu i a la Pàtria.
Indignat, Don Carles va expulsar del partit Nocedal, qui va arribar a dir que Don Carles s'havia liberalitzat. Sardà i Salvany va combatre punt per punt El Pensamiento i a la fi de juliol de 1888 El Siglo Futuro va publicar un manifest, reproduït per molts diaris de províncies, on presentava el programa del nou partit integrista, que sostenia «l'íntegra veritat catòlica». En l'anomenat Manifest de Burgos, els integristes defensaven entre altres coses el restabliment d'un organisme com el de la Inquisició.
Don Carles, per tenir un òrgan de premsa fidel, va fundar a Madrid, per mitjà de Llauder, El Correo Español, i a principis de 1890 va nomenar delegat seu per a tot Espanya el marquès de Cerralbo, que va millorar l'organització del partit, nomenant caps i juntes regionals i provincials, i fundant nombrosos cercles i joventuts. La seva delegació va coincidir amb el començament dels congressos catòlics i el naixement del catolicisme polític militant, sense antidinastisme de cap classe, per la qual cosa els carlins en van tenir una conducta més aviat d'abstenció. No volent abdicar del seu legitimisme, sostenien que el triomf total de l'Església només podia obtenir-se amb el de Don Carles, i a la doctrina del mal menor oposaven la del bé més gran, negant-se a transigències de cap classe.

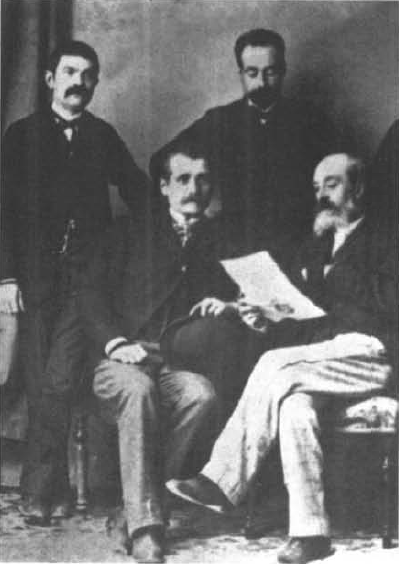
Membres de la Junta Carlina d'Igualada presidida per Carles Puget i Grases a la fi del

Fins llavors el carlisme era l'únic partit regionalista organitzat a Espanya, sense atacar-ne la seva unitat nacional d'acord amb les paraules de Don Carles: «centralització política, descentralització administrativa». La descentralització administrativa suposava el reconeixent dels furs de les diferents regions espanyoles en els ordres social, civil, financer i administratiu. A Catalunya es va fundar l'any 1891 la Unió Catalanista, no afiliada al carlisme i indiferent al principi religiós, que va elaborar les Bases de Manresa. Això suposava un autonomisme que anava més enllà del defensat pels carlins, per virtut del qual Catalunya hauria d'esdevenir un Estat dins de l'Estat espanyol. Els carlins es van mantenir apartats d'aquest tendència, que pugnava amb el seu programa més aviat espanyolista. No obstant, van liderar la campanya en favor dels furs bascos.
Quan va esclatar la guerra hispano-estatunidenca el 1898 Don Carles va ordenar des de Brussel·les a tots els carlins que no fessin res que pogués comprometre l'èxit de la guerra i que ajudessin amb totes les seves forces als encarregats de defensar la integritat espanyola a Cuba i Filipines; i va arribar a amenaçar formalment amb una nova guerra civil si no es lluitava per defensar l'honor nacional, dient que no podria assumir la responsabilitat davant la Història de la pèrdua de Cuba. Molts creien que la pèrdua de les colònies ocasionaria a Espanya una revolució que produiria l'enderrocament de la dinastia, de manera semblant al que havia passat a França per la pèrdua d'Alsàcia i Lorena el 1870. D'aquí que signat el Tractat de París, considerat com una deshonra nacional, fos unànime l'opinió que els carlins es llançarien a una nova guerra civil, aprofitant-se del descontentament de l'exèrcit i del poble.

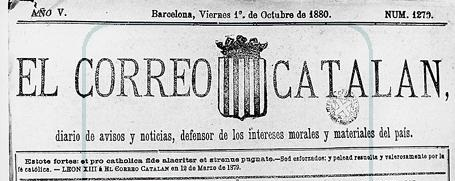
Capçalera del diari El Correo Catalán

Es va preparar l'alçament i alguns generals i unitats militars van tenir tractes amb els carlins, però el govern va conèixer la conspiració, el General Weyler se'n retirà i les potències europees van mostrar la seva oposició al moviment, per la qual cosa va fracassar. El marquès de Cerralbo va sortir d'Espanya i va presentar la seva dimissió, sent substituït el desembre de 1899 per Matías Barrio y Mier. Les joventuts carlines van atribuir el fracàs a l'oposició de donya Berta, segona esposa de Don Carles, que es va dir havia detingut Don Carles quan aquest havia sortit ja cap a Espanya. Alguns carlins van pensar que aquella era la millor ocasió per triomfar, i van intentar realitzar l'alçament per si mateixos. Salvador Soliva va tramar una conspiració a Barcelona, que per la poca reserva amb què es va dur va fracassar, i l'octubre de 1900 es va produir l'Alçament de Badalona, on 60 homes van atacar sense èxit la caserna de la Guàrdia Civil. També van aparèixer partides a Igualada, Berga i Piera, i fora de Catalunya a Xixona i Jaén, que foren desfetes ràpidament. Aquest intent va motivar que el govern suspengués durant uns mesos tots els diaris carlins del país i en clausurés tots els cercles.
En aquesta època el jove mestre i periodista carlí Joan Bardina, redactor de Lo Mestre Titas, va escriure un fulletó titulat Catalunya autònoma (1899), de 26 punts, com a programa autonomista pel principat. L'aparició de Catalunya autònoma va ser acollida amb elogis per la premsa carlina i amb silenci per la catalanista.
Aquest projecte d'Estatut català començava declarant el caràcter confederal del futur Estat carlí, reconeixent l'autonomia dels municipis, de les comarques i de les regions. Manifesta igualment que «Catalunya, i no Espanya, és la Pàtria i Nació dels catalans» i «com a conseqüència, Catalunya és única sobirana de son Govern interior», encara que també manifestava que la Confederació era «indestructible», declarant «impossible el separatisme». S'estableix la divisió de poders: llegislatiu (les Corts catalanes), executiu (la Generalitat) i judicial (la Suprema Audiència de Catalunya). Els diputats serien elegits pels gremis, davant els quals hauran de respondre de la seua actuació per causa del mandat imperatiu. També es fixa l'ús oficial de la llengua catalana. Davant de les possibles ingerències del Rei o del Govern central en els afers exclusius de les regions, es planteja «el passe foral» com a dret de veto.
Tanmateix, aquesta concepció de Catalunya com a nació i Espanya només com a estat no va arrelar en el partit carlí. Bardina va abandonar el carlisme l'any següent, col·laborà amb el pare Corbató (excarlí que va tractar de formar un partit espanyolista de caràcter catòlic integrista) i l'any 1903 ingresà a la Lliga Regionalista, decebut amb l'actuació dels dirigents carlins envers l'alçament de Badalona i, segons Bardina, la nul·la sensibilitat catalanista del partit de Don Carles.
La política antireligiosa del govern, concretada en la persecució de les Ordes religioses, va donar major increment al carlisme, que es va aliar amb l'integrisme i fins i tot amb els silvelistes, per combatre els projectes del govern defensats per Canalejas, qui s'havia proposat imitar Waldeck-Rosseau, dient tots els diaris liberals que no hi ha veritable liberalisme sense anticlericalisme. Al mateix temps augmentava el catalanisme i apareixia un nacionalisme basc independentista amb el qual els carlins es van enemistar des del principi.

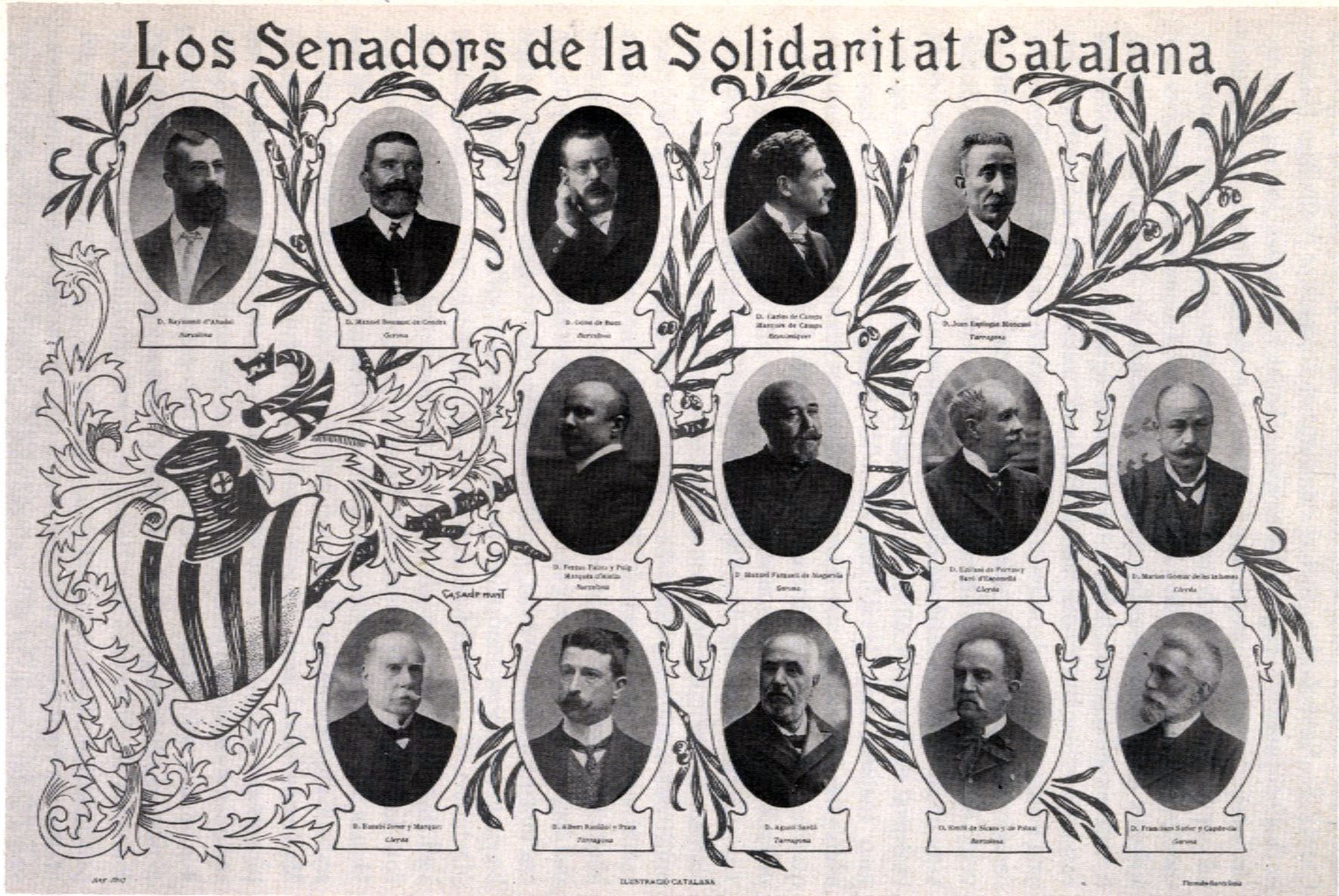
Cartell dels senadors de la Solidaritat Catalana

A Catalunya el republicanisme lerrouxista es presentava, amb el suport oficiós dels governs, com la barrera contra el catalanisme; però els seus excessos van fer que es constituís la Solidaritat Catalana el 1906. L'origen en fou l'anomenada Llei de Jurisdiccions, repressiva contra els delictes contra la Pàtria i l'Exèrcit que haurien d'estar sota jurisdicció militar.
Entre els carlins catalans hi va haver una gran divergència d'opinions sobre si havien d'aliar-se amb els catalanistes. Molts carlins consideraven que aquesta unió era contrària als principis, a la història i al caràcter del partit carlí, i més tenint en compte la tendència antireligiosa d'alguns dels partits que havien d'integrar la coalició. Tot i així, El Correo Catalán i alguns polítics carlins, com Pere Llosas, van aconseguir que es deixés en llibertat als carlins per sumar-se o no al moviment segons l'acord pres pel cap regional carlí de Catalunya, Josep Erasme de Janer, després de consultar-lo amb Don Carles, qui en principi havia estat contrari a aquesta coalició.
L'èxit electoral de la Solidaritat va suposar pels carlins nou diputats al Congrés, la qual cosa va produir un gran entusiasme entre les masses, que van arribar a creure que la Solidaritat acabaria amb el règim i facilitaria el triomf de Don Carles. No obstant això, a la resta d'Espanya l'opinió dels carlins va ser sempre contrària a l'entrada i la permanència del carlisme a la Solidaritat.
El 17 de juliol de 1909 va morir Don Carles a Varesse i fou enterrat a Trieste. La seva mort va coincidir amb la Setmana Tràgica de Barcelona, que va suposar la desaparició de la Solidaritat. En aquesta ocasió, els carlins es van posar al costat del govern de Maura, qui s'oposava al triomf dels projectes anticlericals.

### El jaumisme durant la Restauració

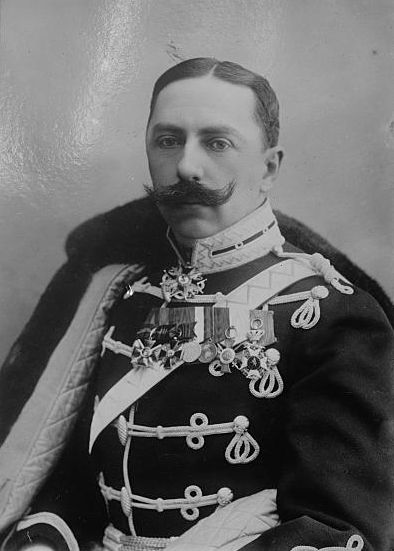
Jaume III

En morir Don Carles, va liderar el partit carlí el seu fill, Jaume de Borbó i de Borbó-Parma, conegut entre els seus partidaris com a Jaume III. Els carlins van passar a anomenar-se jaumins o simplement tradicionalistes o legitimistes. Barrio y Mier també va morir el mateix any i en fou nomenat cap delegat Bartolomé Feliu.
Don Jaume trobava el seu partit ben organitzat en totes les regions i províncies, amb juntes en gairebé tots els districtes i amb nombrosos cercles, joventuts i requetès a tot Espanya, així com molts diaris, setmanaris, revistes i fins i tot dos rotatius (adquirida la maquinària per subscripció popular): El Correo Español i El Correo Catalán.
Les eleccions de 1910 van portar al Congrés vuit diputats i al Senat quatre senadors del partit. Els representants jaumins es van dedicar principalment a combatre el projecte de la Llei del Cadenat, i la política contra les ordres religioses per part del govern de Canalejas. Els tradicionalistes també van organitzar manifestacions i mítings a tot Espanya, arribant al Congrés a la sessió permanent, i van lluitar contra el republicanisme, aliat del govern a la campanya anticlerical. Eren havituals els enfrontaments entre republicans i carlins, sobretot a Catalunya, on els requetès van fer front a un atac lerrouxista a Sant Feliu de Llobregat el 28 de maig de 1911, produint en els seus enemics 4 morts i 17 ferits.
A principis de l'any 1913 Bartolomé Feliu fou substituït com a cap delegat pel marquès de Cerralbo, constituint-se, sota la seva presidència, una junta nacional integrada pels caps regionals i els representants en les Corts. En una reunió celebrada a Madrid el 30 i el 31 de gener del mateix any, es van designar deu comissions (Propaganda, Organització, Cercles i Joventuts, Requetés, Tresor de la Tradició, Premsa, Eleccions, Acció Social, Defensa del Clergat i Defensa jurídica dels jaumins perseguits per delictes polítics) i es van dictar regles per a la reorganització del partit a tot Espanya. Això va comportar la fundació de nous cercles tradicionalistes i un augment de la propaganda.

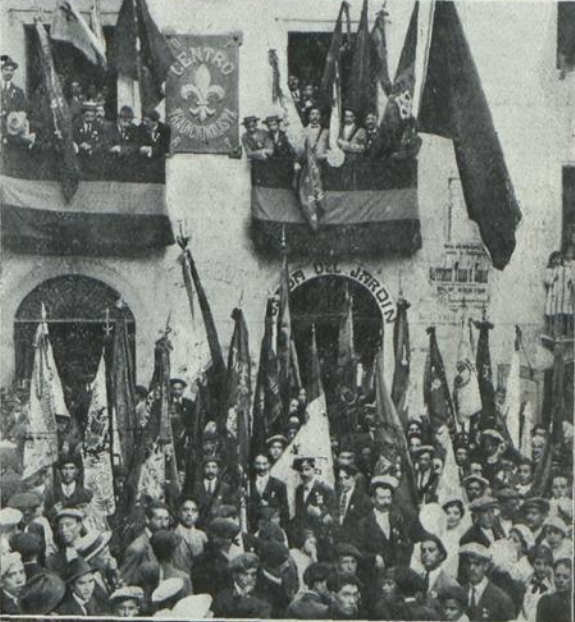
Cercle Tradicionalista a Capellades durant un dels habituals aplecs carlins (1915)

Tanmateix, el fet que Don Jaume no es casés produïa intranquil·litat entre els seus adeptes, que començaven a témer que si el seu cabdill no tenia un successor, el partit quedaria sense cap i els drets de la corona espanyola anirien a parar a la branca regnant, per la qual cosa s'acabaria la qüestió sobre la legitimitat d'origen.
Salvador Minguijón, en una sèrie d'articles i conferències, va començar a sostenir que calia la unió dels jaumins amb els catòlics independents i amb Maura per a implantar un programa mínim, sense enderrocar la dinastia regnant, i tractar de fer canviar el règim liberal a poc a poc, per via d'evolució. El Correo Catalán i alguns altres diaris van recolzar aquesta estratègia, però molts jaumins van protestar en contra, ja que es prescindia dels drets de Don Jaume i entenien que el programa mínim i l'aliança amb els catòlico-liberals suposaven una claudicació i l'abandonament del caràcter militar del partit, veient en el que se'n va dir minguijonisme un nou nocedalisme, però amb una inclinació dinàstica i liberal més acusada, que l'aproximava al pidalisme.
El 1914 Don Jaume va declarar en una entrevista des de París que «no concebia nous partits i que tot i que el seu partit podia reforçar-se amb elements nous, mai podria perdre el seu caràcter, que havia heretat deures i els deures no eren renunciables». Malgrat això, El Correo Catalán va continuar donant suport a les tendències de Minguijón, i en un Congrés de Joventuts celebrat a Barcelona va arribar a presentar-se un tema consistent en què Don Jaume havia de renunciar els seus drets, venir a Espanya i constituir-se en cap d'un nou partit d'acord amb les tendències indicades.

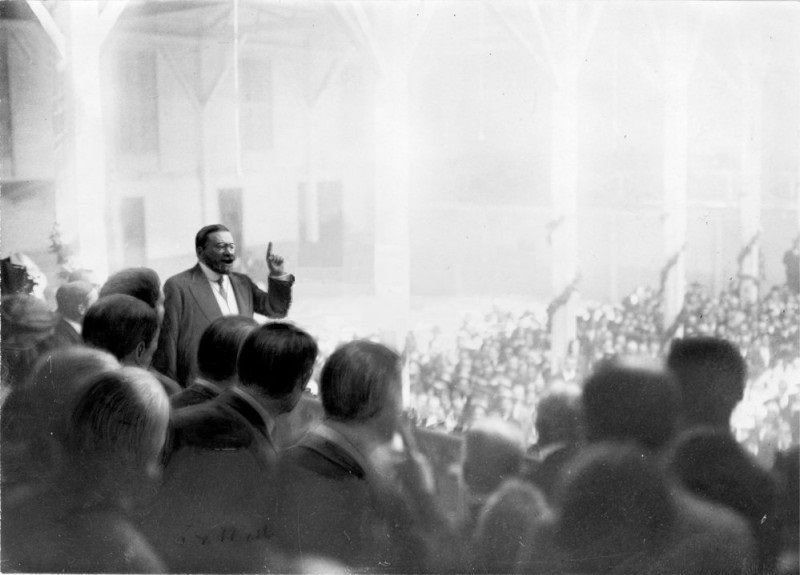
Juan Vázquez de Mella durant un discurs l'any 1916.

A Catalunya, l'aliança amb el catalanisme provocava un enfrontament intern en el partit. Segons l'Enciclopèdia Espasa, molts tradicionalistes de la resta d'Espanya i una part dels catalans s'hi oposaven. El director d'El Correo Catalán, Miquel Junyent, mantenia una estreta aliança amb la Lliga Regionalista, de tal manera que en les eleccions el diari seguia la línia marcada per la Lliga en matèria regionalista. Els jaumins catalans contraris a aquesta tendència eren liderats per Dalmacio Iglesias. L'any 1915 van enviar un missatge a Don Jaume, al qual s'adheriren alguns cercles tradicionalistes de Barcelona (no el central) i de Catalunya, on demanaven la independència política del partit. Per a defensar la tendència de l'anomenat «legitimisme pur», Iglesias va fundar el diari El Legitimista Catalán. Dalmacio Iglesias no va tenir cap èxit en el seu propòsit, i el Marquès de Cerralbo el va desautoritzar indirectament enviant-hi un telegrama a Junyent on declarava rebels tots aquells que celebressin juntes no autoritzades pel cap regional.
La nova orientació donada a les eleccions per part de la junta nacional no va ser acatada per la regional de Catalunya, la qual cosa va motivar el nomenament d'una altra, que va distanciar el partit de la Lliga. El juny de 1916 Juan Vázquez de Mella va pronunciar un discurs al Congrés en què concretava la diferència entre l'autonomisme de la Lliga (nacionalisme regionalista) i l'autarquia (regionalisme nacional) que sostenien els jaumins. Com a teòric del partit, els plantejaments de Mella eren incorporats al programa tradicionalista. Tanmateix, El Correo Catalán s'oposà a la nova direcció, i tractant d'arribar a la concòrdia es va nomenar un comitè d'acció política que va establir com a norma «ni sempre amb la Lliga, ni sempre contra la Lliga», però sempre amb aliances accidentals i partint de la base d'un «regionalisme confessional, catòlic i espanyol». L'Assemblea de Parlamentaris catalans del 1917 i la vaga general revolucionària amb què va coincidir a Barcelona el mes de juliol, van acabar de distanciar els jaumins i la Lliga, amb l'excepció d'El Correo Catalán.

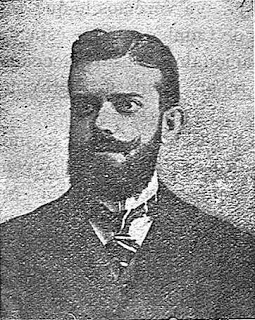
Dalmacio Iglesias García

També al país basc van esclatar agitacions de caràcter nacionalista, de manera que el marquès de Cerralbo, en carta dirigida al marquès de Valdespina, cap provincial legitimista de Guipúscoa, va donar l'orientació que, com a partit foralista, el partit jaumí era regionalista, però defensava la unitat territorial d'Espanya i era «incompatible amb els regionalismes liberals».
El 1918 Dalmacio Iglesias va combatre el projecte d'Estatut català elaborat pels autonomistes que establia per a Catalunya un Estat, adduint el seu caràcter liberal i aconfessional. La campanya contra l'Estatut va ser autoritzada per les autoritats i la premsa del partit, amb excepció d'El Correo Catalán i La Bandera (diari carlí de Berga). El novembre del mateix any la Pastoral col·lectiva dels bisbes de Catalunya declarava que «Jesucrist té dret absolut sobre els pobles en l'ordre polític» i es reprovaven les tendències neutrals pel que fa a la religió.
A més d'aquestes lluites internes del jaumisme, es va produir una altra que va acabar de dividir el partit. Amb motiu de la Primera Guerra Mundial, els jaumins, amb Vázquez de Mella al capdavant, es van posar de part dels Imperis Centrals, adduint que Anglaterra i França havien estat els promotors del liberalisme i els adversaris del poder espanyol. Així doncs, van realitzar una activa campanya per mantenir la neutralitat d'Espanya a la guerra contra els que pretenien que s'adherís als aliats, amenaçant amb una guerra civil si el govern intervenia en el conflicte europeu. Tanmateix, en acabar la guerra, Don Jaume va fer redactar des de París un manifest, amb data del 30 de gener de 1919, en el qual afirmava que no havien estat obeïdes les seves ordres i en que contra de la seva voluntat, s'havia arrossegat a les masses a favor dels Imperis Centrals, per la qual cosa calia la completa reorganització del partit. Amb aquest manifest desaprovava de manera pública la conducta seguida per Mella, Cerralbo i tota la direcció del partit.

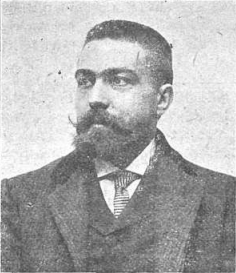
Miquel Junyent i Rovira

Quan la junta nacional va tenir coneixement del manifest, va acordar el 5 de febrer que s'havia de suspendre la seva publicació fins que una comissió de la junta s'entrevistés amb Don Jaume, però aquesta comissió no va poder obtenir el visat dels passaports i Don Jaume va ordenar que es publiqués el manifest. Tots els redactors d'El Correo Español que simpatitzaven amb Mella foren expulsats i el pretendent va afegir que pel que fa als principis i a la conducta dels que el reconeixien com a cap, ell «era l'únic jutge competent», afirmació que els mellistes van mirar com un model d'absolutisme cesarista, contrari al seu model de monarquia tradicional. Davant d'aquests fets, la junta va acordar per unanimitat que no podien acceptar la conducta i els principis de Don Jaume, per la qual cosa van decidir continuar el partit prescindint del pretendent. Mella encara va publicar a El Debate un article atacant Don Jaume.
Per la seva banda, Miquel Junyent i els elements d'El Correo Catalán es mostraren favorables a Don Jaume i contraris als mellistes i van facilitar la divisió definitiva del partit. Es va nomenar un nou cap delegat, Pascual Comín, qui poc després fou substituït per Luis Hernando de Larramendi, i una junta per a Catalunya favorable a l'aliança amb els catalanistes, però contrària ara a Minguijón.
Vázquez de Mella i els seus partidaris van fundar a Madrid el diari El Pensamiento Español com a continuador de l'anterior línia editorial d'El Correo Español i crearen el Partit Catòlic Tradicionalista, que va voler reunir també els integristes i els catòlico-socials. El Correo Español, que va quedar en mans dels jaumins, va perdre bona part dels seus subscriptors i no va trigar a desaparèixer, l'any 1921.
Els jaumins van donar suport al Projecte d'Estatut d'Autonomia de Catalunya de 1919.
En les eleccions de 1919 foren escollits com a diputats els jaumins catalans Bartomeu Trias i Narcís Batlle i el navarrès Joaquín Baleztena, a més de dos mellistes, Luis García Guijarro i José María de Juaristi, i un integrista, Manuel Senante. Com a senadors van ser escollits dos jaumins, tres mellistes i dos integristes.

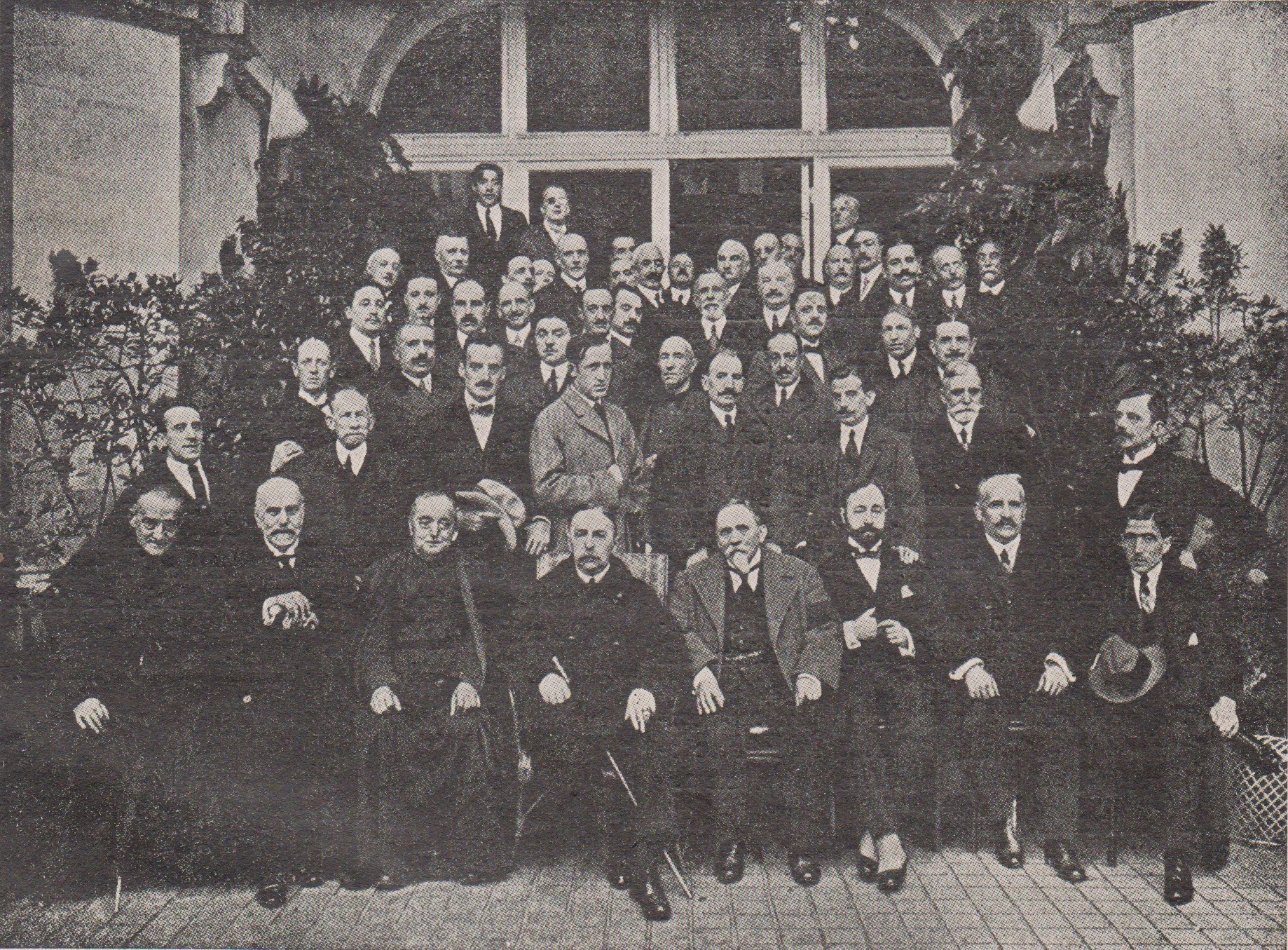
Junta Magna de Biarritz de la Comunió Catòlico-Monàrquica presidida per Don Jaume (1919)

Per reorganitzar el partit, els jaumins van celebrar una gran Junta a Biarritz el 30 de novembre de 1919, presidida per Don Jaume, on va tenir una destacada intervenció el Dr. Josep Roca i Ponsa.
Per la seva part, els mellistes catalans van celebrar a Badalona una assemblea el maig de 1920 en la qual van nomenar una junta regional i les provincials, però ben aviat van començar noves dissidències. La tardança a celebrar-se l'assemblea nacional i en publicar-se el programa va motivar que alguns elements intentessin celebrar-la per si mateixos. Alguns tradicionalistes que es van reunir a Saragossa prescindint de Mella, no van fer res pràctic ni van tenir autoritat suficient per traçar una norma, ni elements suficients per aconseguir els seus objectius. Molts tradicionalistes, veient que s'havia perdut l'ocasió per formar un gran partit, van abandonar la política, i a poc a poc es va produir la desorganització total. Bona part dels antics cercles i diaris jaumins van desaparèixer i la mort de Vázquez de Mella va acabar amb el moviment mellista.
El 1920 encara pateix el carlisme la separació d'un sector important, dirigit per Minguijón, Severino Aznar i Inocencio Jiménez, que van fundar amb Osorio Gallardo el Partit Social Popular, d'idees cristiano-demòcrates; i un altre al voltant del Diario de Valencia, un antic gran defensor del jaumisme, capitanejat per Manuel Simó i Lluís Lúcia, que va perdre aviat el seu caràcter tradicionalista i va reconèixer primer la monarquia alfonsina i després la Segona República. Aquest grup va fundar la Dreta Regional Valenciana.

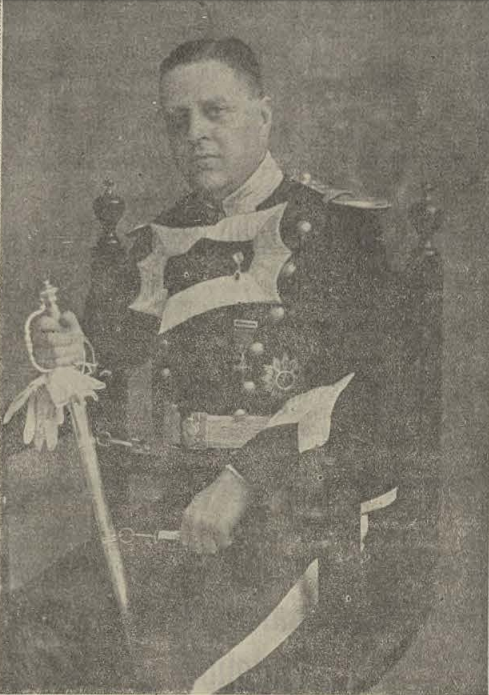
El Marquès de Villores

Coincidint amb aquesta època de fragmentació del carlisme, en el Cercle Central Tradicionalista de Barcelona es van constituir els primers Sindicats Lliures, que van fer front els anarquistes de la Confederació Nacional del Treball emprant la llei del Talió. Els seus fundadors van ser obrers jaumins, tot i que després no tots els que hi van estar afiliats estaven vinculats al carlisme.
Les eleccions de desembre de 1920 van portar al Congrés tres diputats jaumins, entre ells Batlle, i l'integrista Senante, a més de cinc senadors tradicionalistes, entre ells el jaumista Trias i el mellista Ampuero.
El 1922 Hernando de Larramendi va renunciar el seu càrrec i el va succeir el Marquès de Villores. La situació espanyola inquietava tant Don Jaume, que va cridar a París destacats jaumins amb qui va mantindre converses. Les joventuts jaumines es van reunir a Saragossa per arribar a acords importants.
Don Jaume estava informat de la preparació del cop d'Estat del 1923 mitjançant el coronel Arlegui, qui estava implicat amb el General Martínez Anido. Quan es va produir el cop, els jaumins dels Sindicats Lliures van col·laborar amb els militars a Barcelona. Alguns jaumins creien que hi havia una possibilitat que Alfons XIII marxés d'Espanya, com li va aconsellar Manuel García Prieto, i que Don Jaume hi entrés i fos reconegut rei amb el cop d'Estat. Tot i que Primo de Rivera era alfonsí, el General Sanjurjo i Arlegui eren partidaris de Don Jaume.
No obstant, el Directori Militar que es va formar va tractar els tradicionalistes com a qualsevol altre partit i tot i que inicialment Don Jaume va donar crèdit al règim, la majoria dels jaumins se'n van mantenir primer apartats i quan la dictadura va començar a prohibir els actes i aplecs jaumins, van fer-ne oposició.
Per la seva part, els mellistes es van integrar en la Unió Patriòtica, considerant que amb el reconeixement de la llibertat i protecció de l'Església, i el restabliment dels principis d'ordre i d'autoritat, s'havia reconegut bona part del programa tradicionalista.
Arran d'un manifest de Don Jaume el 1927 denunciant la dictadura, el govern va fer nombroses detencions i va tancar tots els centres jaumins, la qual cosa va enfonsar encara més el moviment, que semblava destinat a desaparèixer.
L'any 1930 el partit tradicionalista (jaumista) de Catalunya va elaborar un projecte d'Estatut d'Autonomia per a Catalunya que reconeixia la «personalitat nacional» del poble català en el marc d'una lliure «Confederació», on es proposava que el català fos la llengua oficial a Catalunya, la instauració d'un concert econòmic similar al basc, el dret de veto de la Generalitat a les lleis federals i el caràcter voluntari del servei militar. També demanava llibertats d'expressió i impremta, però subordinades als principis catòlics, la llibertat de practicar qualsevol religió, però només privadament, i que hi hagués una representació democràtica orgànica (sense partits polítics).

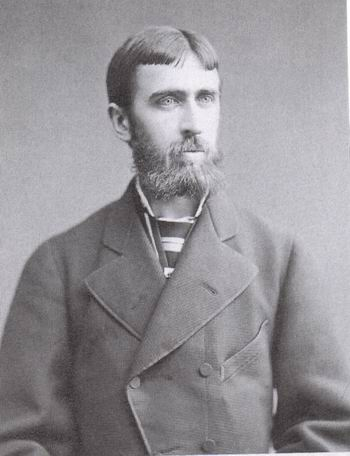
Alfons Carles I

### El carlisme durant la Segona República
Amb la proclamació de la Segona República Espanyola, Don Jaume va publicar un manifest que condicionava el seu suport al règim a l'evolució que prengués, afirmant que si en comptes d'una república moderada n'esdevenia una revolucionària, lluitaria fins a la mort «contra el comunisme antihumà al capdavant de tots els patriotes».
Els esdeveniments posteriors van apropar a jaumins, mellistes i integristes, que van començar a actuar conjuntament. Tot i així, en les eleccions constituents de 1931 encara es van presentar separats. Els jaumins van obtenir quatre diputats, el compte de Rodezno, Joaquín Beunza, Julio Urquijo i Marcelino Oreja, en una coalició basco-navarresa amb el Partit Nacionalista Basc. Els integristes obtingueren tres diputats aliats amb els agraris.
En morir Don Jaume a París el 2 d'octubre de 1931, el va succeir el seu oncle, Alfons Carles de Borbó i Àustria-Este, germà de Carles VII. Tot i tenir 82 anys, va acceptar liderar el partit afirmant que ho feia per complir el seu deure.
Don Jaume havia signat amb Alfons XIII el Pacte de Territet, però Don Alfons Carles va decidir no confirmar-ho fins a estar segur que el pacte salvava els principis tradicionalistes. Finalment no es va arribar a cap acord definitiu amb la dinastia alfonsina.

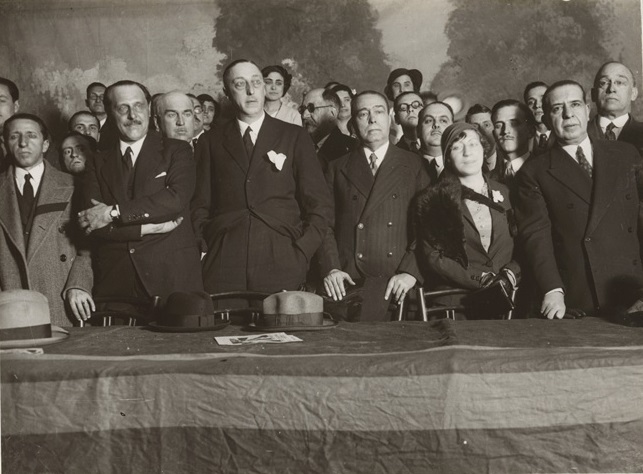
Míting tradicionalista al Teatre Bosque de Barcelona, 1932

Els integristes van retornar al carlisme al final de 1931. El gener de l'any següent, Don Alfons Carles va reorganitzar la Comunió Tradicionalista amb una Junta Suprema sota la presidència del Marquès de Villores, de la que en formaren part el Comte de Rodezno, Joan Maria Roma i Joaquín Beunza (antics jaumins); Manuel Senante i José María Lamamié de Clairac (antics integristes) i José Luis Oriol (antic maurista). El maig de 1932 va morir el Marquès de Villores i fou substituït pel Comte de Rodezno com a president de la Junta Central. En aquest període el carlisme, com a moviment contrarevolucionari plenament oposat a la república, va adquirir novament una gran força a tot Espanya, molt superior a la que havia tingut els darrers anys.
L'ambient de tensió i radicalització durant el final de la Dictablanda i el començament de la Segona República es constata en els constants enfrontaments al carrer. El 17 de gener de 1931 es va celebrar a Bilbao un míting tradicionalista que va acabar amb una col·lisió contra socialistes i republicans, en la qual els socialistes van tenir tres morts. A Pamplona també hi va haver un enfrontament el 1932 entre carlins i socialistes, en el qual van morir dos socialistes i l'agost del 1933 va produir una baralla a Letux (Saragossa) en la qual van ser morts alguns republicans, entre ells l'alcalde del poble. El 1933 també es produïren incidents a Madrid, Saragossa i Fuencarral, on va resultar ferida una jove carlina, María Luisa Leoz.
El 10 d'agost de 1932 es va produir l'intent de cop d'estat del General Sanjurjo a Sevilla i Madrid. Tot i que el carlisme no hi va estar compromès oficialment, molts carlins hi van parcicipar. A Madrid van morir en el tiroteig tres carlins: l'estudiant José María Triana i els militars Justo San Miguel i Castillo. Com a conseqüència dels successos d'agost, el govern va prendre importants mesures contra els partits de dreta, va suspendre diaris carlins i va empresonar un gran nombre d'afiliats tradicionalistes.

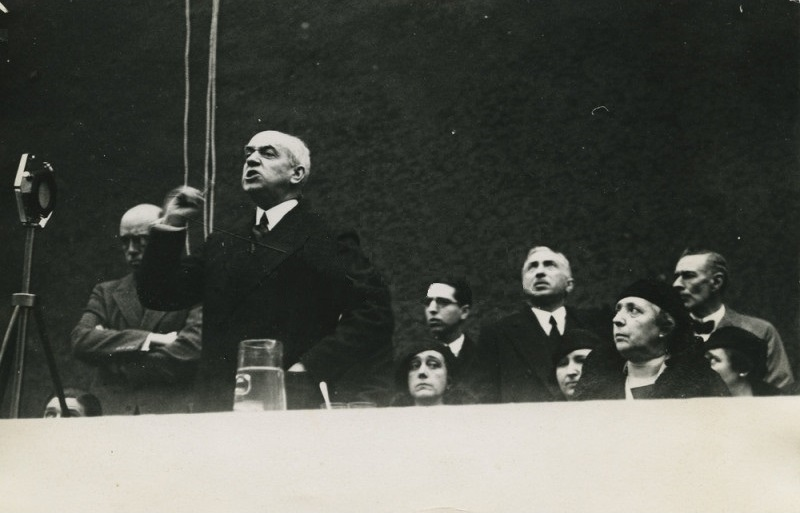
Discurs de Joaquín Beunza a Bilbao, 1932

En les eleccions generals del 1933 van ser escollits diputats el comte de Rodezno, José Luis Oriol, Marcelino Oreja, Francisco Estévanez, Miguel Martínez de Pinillos, Juan José Palomino, Miguel de Miranda, Romualdo de Toledo, Esteban Bilbao, Luis Arellano, Javier Martínez de Morentín, José Luis Zamanillo, Ginés Martínez Rubio, Domingo Tejera, José María Lamamie de Clairac, Jesús Comín, Javier Ramírez Sinués, el baró de Càrcer i els catalans Joaquim Bau i Casimir de Sangenís, que constituïren la minoria tradicionalista al Congrés.
Els actes exteriors d'importància van començar a l'abril de 1934, amb la concentració i revista dels requetès sevillans a la finca del Quintillo, on van desfilar marcialment i ben uniformats. El maig va cessar la Junta Suprema i fou nomenat secretari general a Espanya l'andalús Manuel Fal Conde. La seva primera intervenció pública important es va produir en l'aplec de Potes.
Durant els fets d'octubre de 1934, els carlins asturians, catalans i bascos es van posar de part del govern central i van fer front els revolucionaris. Com a conseqüència, foren assassinants el diputat carlí Oreja a Mondragón, el capellà rector de Nava, José Marta, el veterà de la Tercera Guerra Carlina Emilio Valenciano a Olloniego, César Gómez a Turón, Carlos Larrañaga, exalcalde d'Azpeitia, a Eibar, i d'altres.
El monàrquic alfonsí José Calvo Sotelo va proposar als tradicionalistes formar part del Bloc Nacional. Els carlins van acceptar la col·laboració, però mantenint la indepèndencia del partit. Els més entusiastes partidaris del Bloc eren Víctor Pradera i el Comte de Rodezno.

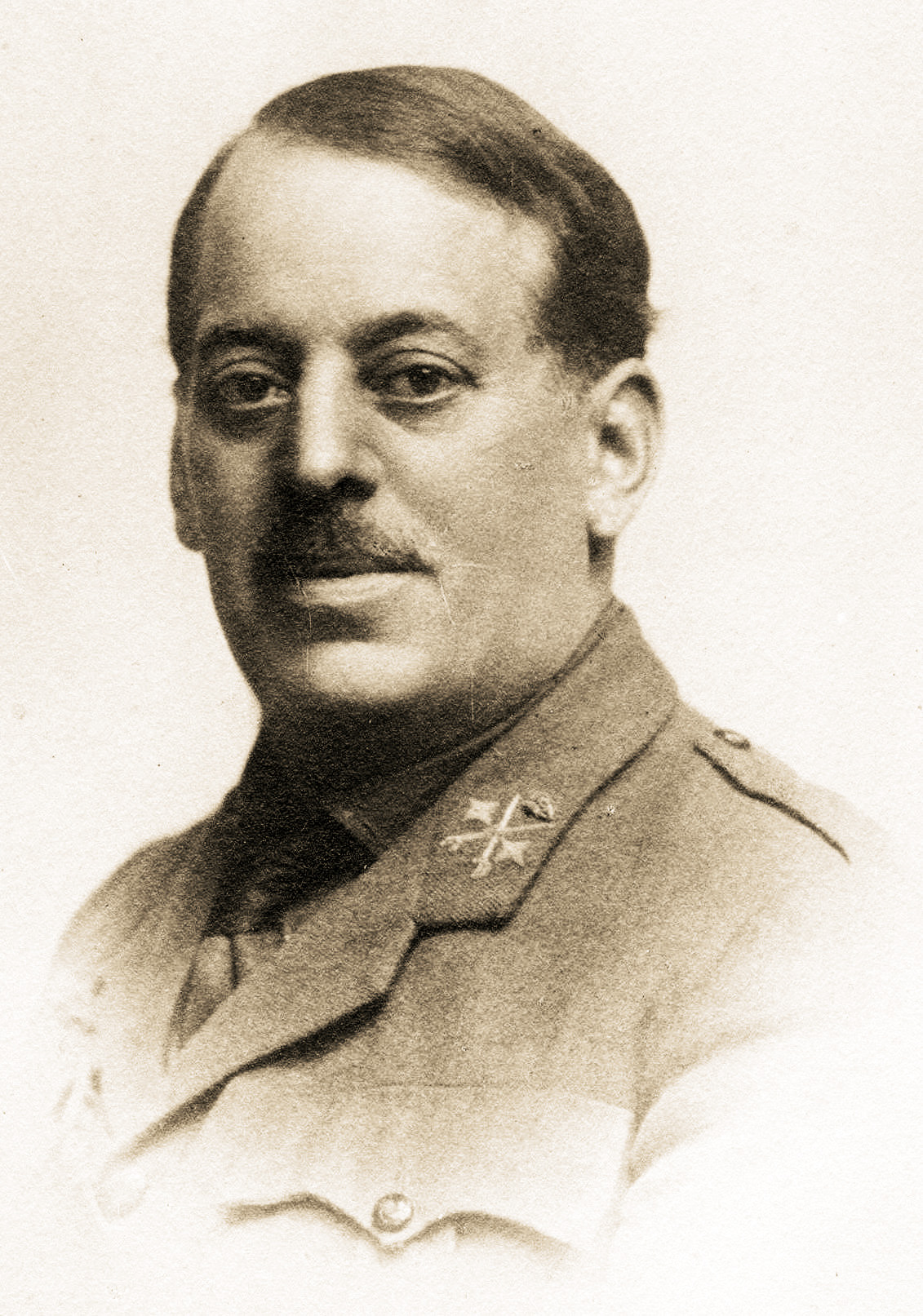
El General Sanjurjo

Com a conseqüència de l'enorme activitat carlina en aquest temps, es van formar requetès en totes les regions espanyoles sota la direcció del diputat Zamanillo, i el 1935 es van convocar aplecs tradicionalistes que van reunir multituds. A Poblet van participar 30.000 joves catalans i a Montserrat, on es van concentrar 40.000 homes, Fal Conde va cridar: «si la Revolució ens vol portar a la guerra, hi haurà guerra». Poc després, 8.000 requetès navarresos maniobraven a Villaba perfectament organitzats.
El 20 de desembre del 1935 Don Alfons Carles va elevar Fal Conde al càrrec de Delegat Regi, amb un consell assessor compost per Bilbao, Senante, Lamamié de Clairac, Llorenç Maria Alier i Luis Hernando de Larramendi. El 23 gener del 1936 el cabdill carlí nomenaria Xavier de Borbó Parma el seu futur successor com a regent.
Tot i que els carlins estaven ja plenament dedicats a la conspiració amb els militars, van participar en les eleccions de febrer en la coalició de dretes (Frente Nacional Contrarrevolucionario i Front Català d'Ordre) contra el Front Popular i sortiren escollits com a diputats Oriol, Estévanez, Valiente, el Comte de Rodezno, Araúz de Robles, Arellano, Martínez de Morentín, Elizalde, Joaquim Bau, Lamamié de Clairac, Ginés Martínez, José Luis Gaytán de Ayala, Sangenís, Jesús Requejo i Jesús Comín. No obstant, dels 15 diputats tradicionalistes escollits el nou govern va anul·lar les actes de Granada, on havia estat escollit Arauz de Robles, i va invalidar les de Lamamie de Clairac i Estévanez.
El triomf del Front Popular va accelerar la conspiració dels carlins, que presagiaven una revolució comunista a Espanya. Es va constituir per tant un Estat Major carlí sota la direcció del General Muslera. Fal Conde i Don Xavier, representant de Don Alfons Carles, van organitzar els requetès i al maig es van reunir a Lisboa amb el General Sanjurjo, a qui van oferir la direcció militar de l'alçament carlí al Nord. Sanjurjo va decidir que en cas que el moviment militar fracassés, ell seguiria al capdavant dels requetès a Navarra, però considerava que era necessària la participació de l'exèrcit, per la qual cosa convenia que es posessin d'acord amb el General Mola. En les converses amb Mola van sorgir algunes diferències, però l'assassinat de Calvo Sotelo el 13 de juliol va fer que Mola acceptés les condicions dels carlins.

### El carlisme durant la Guerra Civil
Després que la Comunió Tradicionalista, amb l'aprovació del príncep Alfons Carles de Borbó i Àustria-Este, hagués participat en la conspiració i el Cop d'Estat del 18 de juliol de 1936 contra la Segona República Espanyola, els carlins van lluitar en la Guerra Civil en el bàndol nacional, amb 60.000 voluntaris integrats en 67 Terços de Requetès. El carlisme en va defensar la seva participació adduint la defensa contra els atacs a la vida, la propietat, la religió catòlica, els assassinats i el desordre. El Cop d'estat del juliol del 1936 a Barcelona va fracassar, per la qual cosa els requetès i carlins catalans van ser perseguits i molts d'ells afusellats, com el cap regional de la Comunió Tradicionalista a Catalunya, Tomàs Caylà, assassinat a Valls.
El 1937 els militars van emetre el Decret d'Unificació de la Comunió Tradicionalista amb Falange Espanyola de les JONS, creant la Falange Española Tradicionalista y de las JONS i nomenant-ne el general Franco com a cap suprem. La direcció de la Comunió Tradicionalista en rebutjà el decret, tot i que els requetès van continuar la lluita i alguns dirigents tradicionalistes l'acceptaren, entre ells, el comte de Rodezno i Esteban Bilbao, que van ser nomenats ministres de Justícia del nou règim franquista el 1938 i el 1939, respectivament. En canvi, els carlins lleials a Francesc Xavier de Borbó i Parma, successor d'Alfons Carles, i Manuel Fal Conde, el seu cap delegat, van actuar en situació de semiclandestinitat i es van negar a donar suport al que consideraven un règim feixista i dictatorial, defensant en canvi una «monarquia tradicional, catòlica, temperada i representativa».

### El carlisme durant el Franquisme

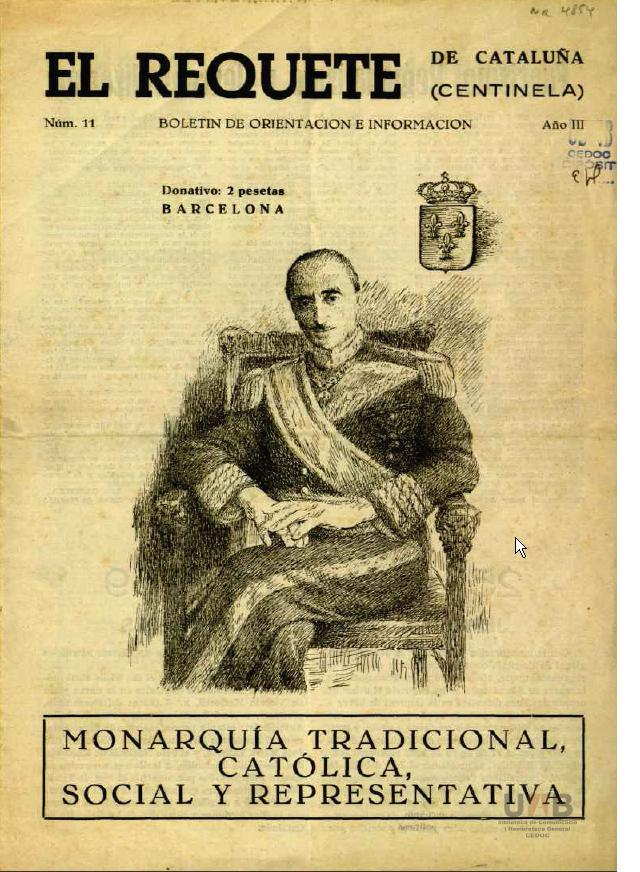
Francesc Xavier de Borbó i Parma representat pels carlins de Barcelona com el garant d'una monarquia catòlica i tradicional (1959)

Els requetès havien contribuït decisivament a la victòria militar dels sublevats. Era el primer cop que els carlins guanyaven una guerra civil des del naixement del moviment cent anys enrere. No obstant, la van perdre políticament. El nou règim només va fer uns reconeixements simbòlics i teòrics: el seu himne, la seva bandera, l'escorta de requetès del propi General Franco. Per contra, la Comunió havia estat dissolta, el seu Cap delegat Fal Conde havia estat empès a l'autoexili i després confinat repetides vegades. Alts polítics carlistes, però, van participar en el Govern, sobretot en el Ministeri de Justícia, clau per dictar una legislació d'empremta catòlica, i en les Corts, des d'on es va estructurar l'Estat a la manera tradicional, però ho van fer com a persones individuals.
Durant el franquisme, el carlisme, que havia estat oficialment "integrat" en l'anomenat Movimiento Nacional, va quedar relegat davant la Falange, i en la pràctica fou perseguit, amb detencions, tancaments de cercles i confiscació de publicacions i rotatius. Alhora, els tradicionalistes van tenir la seva pròpia crisi dinàstica interna. Quan Fal Conde va retornar a Espanya, va prohibir l'allistament de requetès a la Divisió Blava, la qual cosa va provocar que les autoritats el confinessin a Ferreries (Menorca) durant uns mesos.
L'any 1943 el grup hereu dels cruzadistes, seguidors de la línia editorial del periòdic carlí madrileny El Cruzado Español (1929-1936), encapçalats per Jesús de Cora y Lira i amb un cert suport del règim franquista, va reconèixer com a rei l'arxiduc Carles Pius d'Habsburg-Lorena i Borbó (net de Carles VII per via femenina), amb el nom de Carles VIII. L'organització va ser coneguda com a Comunió Carlista i Comunió Catòlico-Monàrquica (dos dels noms històrics del carlisme) i els seus partidaris com a carlesoctavistes. Els carlins xavieristes, liderats per Fal Conde, els van acusar de traïdors i col·laboracionistes. Després de la mort de l'arxiduc l'any 1953, el moviment decauria ràpidament.

Escut que estableix Xavier de Borbó com a símbol de la causa carlina i la Casa Reial espanyola, incorporant-hi l'Immaculat Cor de Maria el 1942.

Durant la postguerra, la Comunió Tradicionalista encapçalada per Xavier de Borbó i Parma va tenir una existència marginal i manca de lideratge efectiu. Don Xavier va tornar en diverses ocasions a Espanya, i va ser sempre expulsat per les autoritats franquistes per la seva activitat política. Finalment l'any 1952, durant el Congrés Eucarístic de Barcelona Don Xavier va assumir formalment la successió d'Alfons Carles a causa de les pressions dels dirigents del carlisme per a posar fi a la regència, proclamant-se rei de dret amb el nom de Xavier I. L'11 d'agost del 1955, amb el cessament de Fal Conde i l'assumpció de la prefectura carlista per Xavier, es va nomenar una junta presidida per José María Valiente, qui va realitzar una política de col·laboració amb el règim.
La manca de lideratge i indecisions de Xavier van produir noves divisions:
- El 20 desembre 1957 uns 50 dirigents carlins, dirigits per Luis Arellano i José María Arauz de Robles, van visitar a Estoril el fill d'Alfons XIII, Joan de Borbó i Battenberg, per a reconèixer-lo com rei si acceptava els principis tradicionalistes, la qual cosa va fer. Prèviament l'any 1946, un grup de personalitats tradicionalistes liderat pel comte de Rodezno ja havien fet una aproximació a Joan de Borbó, de la qual van sortir les Bases d'Estoril.[83] Les faccions xavieristes i joanistes s'enfrontarien a Montejurra a partir del 1958.[81]
- El 1958 Maurici de Sivatte, antic cap carlí de Catalunya que havia estat expulsat de la Comunió el 1950, va establir un grup amb el nom de Regència Nacional i Carlista d'Estella (RENACE) de caràcter tradicionalista i antifranquista. Sivatte va aconseguir arrossegar inicialment gran part dels carlins catalans, però molts dels seus partidaris, dirigits per Carles Feliu de Travy, el van abandonar el 1964 per a reintegrar-se en el carlisme que lideraven Don Xavier i el seu fill Carles Hug.

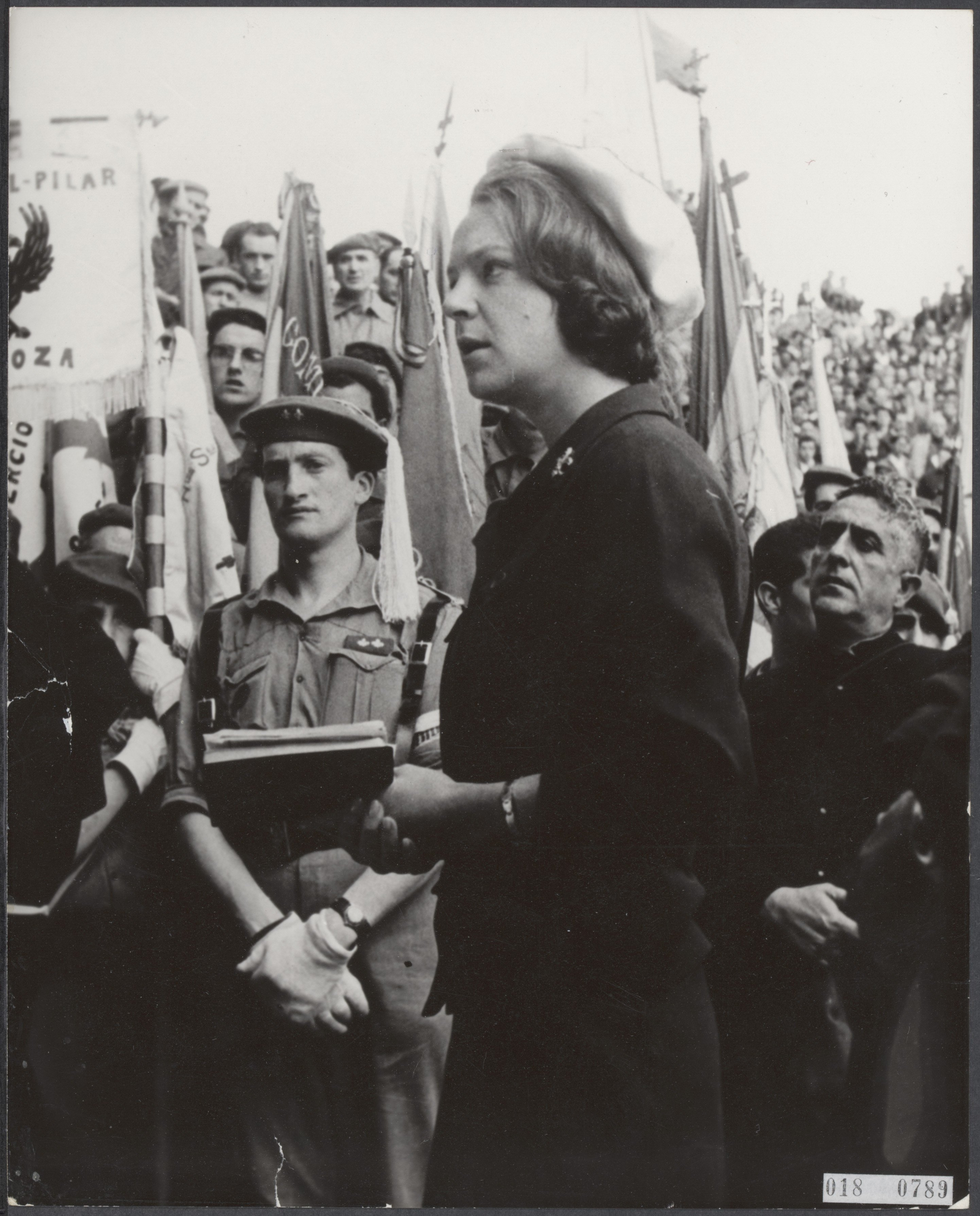
Presidència de la princesa Irene de Lippe-Biesterfeld en el Via Crucis de Montejurra del 1965.

Les concentracions anuals de Montejurra, en record dels requetès morts a la Guerra Civil, es convertirien durant els anys 60 en multitudinàries exhibicions de força dels carlins, que s'oposaven al possible nomenament com a rei de Joan Carles de Borbó, en qui veien un candidat liberal que podia portar al país un nou "14 d'abril". Al Montejurra de l'any 1962, que la premsa del règim va definir com un «cant a la unitat entre els que van combatre en la Croada» i on hi van participar gairebé 100.000 tradicionalistes de tot Espanya, es van intensificar les concessions retòriques a la Falange.
En iniciar-se el Concili Vaticà Segon i fer-se visibles les noves tendències modernistes a l'Església que promovien el principi de llibertat de culte, l'any 1963 el cap delegat de la Comunió Tradicionalista José María Valiente, i la direcció de l'organització, van redactar un manifest en defensa de la "Unitat Catòlica d'Espanya" en nom del "rei Xavier". Manuel Fal Conde, predecessor de Valiente, també va tractar d'evitar la declaració de llibertat religiosa del Concili, ja que la unitat catòlica d'Espanya constituïa una de les principals reivindicacions històriques del carlisme, iniciant una croada d'oracions i de misses i convocant un concurs per a premiar un llibre sobre la unitat catòlica com a fonament polític-social d'Espanya, que guanyaria el 1965 Rafael Gambra. La promulgació final el 7 de desembre de 1965 de la declaració Dignitatis humanae per part de l'Església va suposar un fort contratemps per a la direcció de la Comunió Tradicionalista, que es va veure privada de part del seu sosteniment ideològic en la doctrina catòlica.

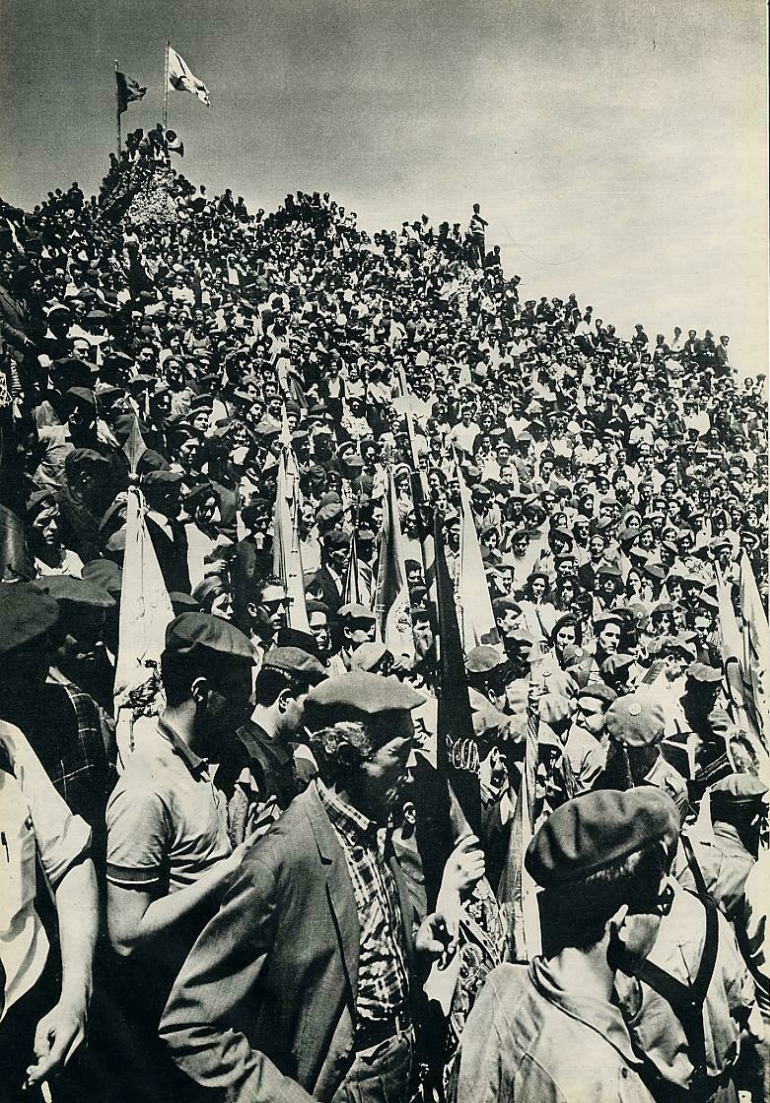
Milers de carlins a la concentració de Montejurra l'any 1966.

Al marge de la direcció de la Comunió Tradicionalista, des de mitjans de la dècada de 1950 havia anat emergint un corrent progressista als sectors estudiantils i obrers de la Comunió, agrupats els primers a l'Agrupació d'Estudiants Tradicionalistes (AET), existent des de la postguerra, i el Moviment Obrer Tradicionalista (MOT), constituït el 1963. Aquesta corrent progressista va adquirir especial força a conseqüència de l'impacte del Concili del Vaticà II. Aquesta dinàmica renovadora es va fer especialment evident a partir dels actes de Montejurra de 1965, que van estar centrats en la demanda d'una democràcia social i federal sota el lema "Monarquia, Pau, Poble, Democràcia".
El 28 d'octubre de 1965 José Puig Pellicer i Antonio Domingo Francàs són nomenats respectivament Delegat Regi per a la Corona d'Aragó i Cap Regional de la Comunió Tradicionalista del Principat de Catalunya. Al febrer de 1966 se celebra un Congrés Nacional Carlista a Madrid. El 15 de març de 1966 el MOT-Obrers Carlins realitza una crida als treballadors catalans, en el sentit que prenguin exemple del «moviment estudiantil, que ha fet caure al SEU falangista». El novembre de 1966 és creada a Saragossa l'editorial SUCCVM. No obstant, el progressisme no dominava encara la direcció del carlisme, per aquest motiu l'any 1967 la part progressista dels estudiants carlins va publicar a Madrid un manifest anunciant la seva ruptura amb el carlisme i la causa monàrquica representada per Xavier de Borbó i Parma. Els autors d'aquest document protestaven contra l'actitud política defensada pels dirigents del carlisme, per la seva «identificació estreta amb els elements antidemocràtics, la seva incomprensió dels problemes de la Universitat, la seva oposició al pensament postconciliar».
El 17 de febrer de 1968 l'advocat Carles Feliu de Travy substitueix Antonio Domingo Francàs com a Cap Regional del carlisme xavierista català. El 1968 es va produir l'expulsió de la Família Borbó Parma del territori espanyol per ordre del Govern franquista. Poc després Joan Carles de Borbó serà nomenat successor de Franco a títol de Rei. Aquest fet va suposar l'abandonament de manera brusca de l'estratègia que consistia a bascular entre l'oposició i la col·laboració amb el règim franquista, i es van fer passos de gegant en el que els partidaris de Carles Hug van designar com la "clarificació ideològica" del carlisme, que va desembocar en la formulació d'un carlisme socialista autogestionari. Entre 1970 i 1972 es van celebrar a Arbona els tres Congressos del Poble Carlista. Concretament en el II Congrés, desenvolupat en 1971, la direcció del partit sota el lideratge de Carles Hug va decidir abandonar la denominació de Comunió Tradicionalista i va escollir la de Partit Carlí. El 15 de desembre de 1971 el Partit Carlí de Catalunya s'adhereix a l'Assemblea de Catalunya. També s'incorporarà al Consell de Forces Polítiques de Catalunya.

### El carlisme durant la Transició

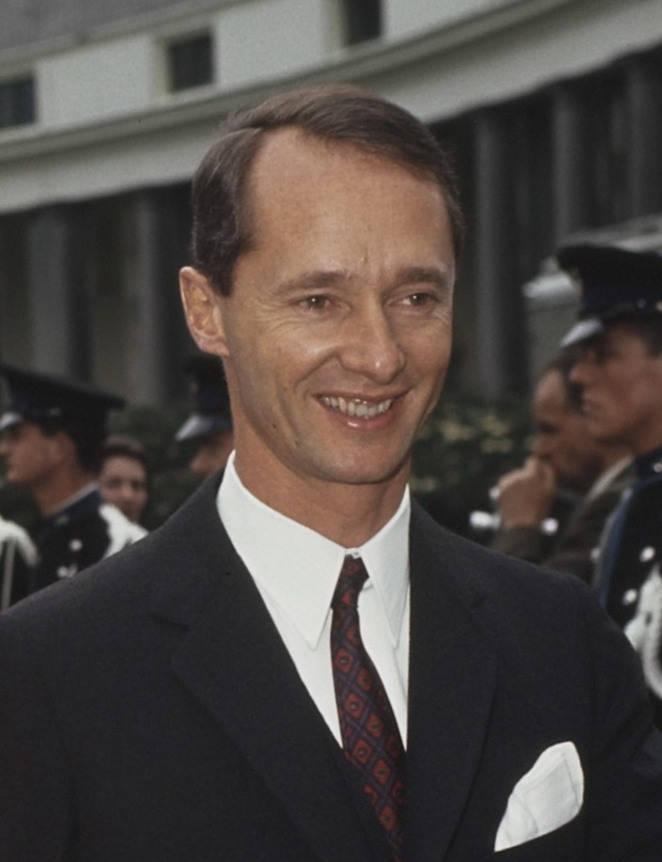
Carles Hug de Borbó i Parma

Durant la Transició democràtica espanyola, es va produir un enfrontament entre els carlins partidaris de continuar amb la ideologia tradicionalista i els partidaris d'un nou carlisme "socialista autogestionari" i "federalista", molt influenciat pel Concili del Vaticà II i l'expulsió d'Espanya de la família Borbó i Parma el 1968, un any abans del nomenament de Joan Carles de Borbó com a successor del General Franco a títol de rei.
Segons alguns autors, el canvi ideològic cap a l'esquerra del pretendent Carles Hug de Borbó i Parma, després d'haver tractat sense èxit d'ésser nomenat per Franco a principis dels anys 60, va ser un dels factors que va produir el retraïment progressiu de la base popular carlina, que no sabia a què atenir-se. Els carlins de major edad, molts d'ells excombatents requetès, i els joves tradicionalistes, deixaren de participar en la concentració anual de Montejurra (Via Crucis instituït en memòria dels requetès morts en la Guerra Civil), com constata el gran descens que es va produir en el nombre de participants (de gairebé 100.000 en la dècada de 1960 a uns 5.000 a inicis dels anys 70).
L'abril de 1975, un grup de personalitats carlines tradicionalistes van enviar una carta a Don Xavier manifestant la seva discrepància amb la desviació per part del príncep Carles Hug de la tradicional ideologia carlina condensada en el lema de «Déu, Pàtria, Furs i Rei» i la nova línea de «l'anomenat partit carlista». Davant el silenci del pretendent, li van enviar una segona carta, redactada per Raimundo de Miguel, on s'acusava el partit carlí «aconfesional, democràtic, liberal i socialista» no només d'haver fet tabula rasa del pensament i la història del carlisme, sinó d'haver-la volgut interpretar amb els punts de vista dels «seus seculars enemics». La carta era un intent a la desesperada que el pretendent posés remei a la situació que havia produït el retraïment de les masses carlines i amenaçava amb fer desaparèixer el moviment.

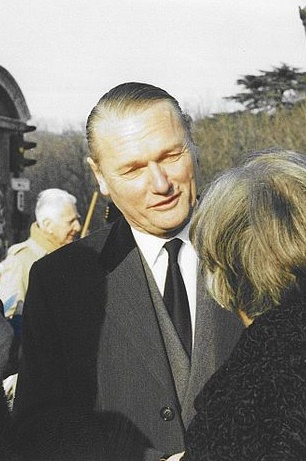
Sixte de Borbó i Parma

Don Xavier, no obstant, va abdicar els seus drets en Don Carles Hug l'abril de 1975. El nou pretendent no va voler contestar a les exigències dels tradicionalistes, per la qual cosa el juliol es van declarar desvinculats de la seva obediència en una darrera carta a Don Carles Hug. El setembre seria Don Sixte qui acusaria el seu germà d'haver abandonat els principis carlins, negant-se a reconèixer-lo com a rei dels carlins i declarant-se Abanderat de la Comunió Tradicionalista per «lleialtat al poble carlí», sense assumir-ne drets dinàstics que no el corresponien.
Una altra part dels carlins disconformes amb la postura de Carles Hug va reconèixer Joan Carles de Borbó com a rei tradicionalista i va formar partits com Unió Nacional Espanyola o el Partit Social Regionalista (Unió Institucional) impulsat per la Germandat Nacional del Maestrat; o es van integrar en partits franquistes com Fuerza Nueva.
Les dues tendències carlines van acabar col·lisionant el maig de 1976 en els anomenats Fets de Montejurra, en què els carlins tradicionalistes liderats per Don Sixte, amb l'ajut de l'extrema dreta internacional i —segons algunes versions— suport per estaments de l'Estat, es van enfrontar el 1976 a Montejurra amb els carlins seguidors d'en Carles Hug i diversos grups d'esquerres, com el Partit Comunista i membres d'ETA. Aquest enfrontament va causar dos morts esquerrans, Ricardo García Pellejero i Aniano Giménez Sants, reconeguts al cap de 30 anys com a víctimes del terrorisme.
El carlisme socialista va atribuir la posterior decadència del carlisme als Fets de Montejurra i al tracte discriminatori rebut en les primeres eleccions del post-franquisme, ja que el Partit Carlí fundat l'any 1970 no va ser legalitzat fins després de les eleccions de 1977, malgrat haver acordat tots els integrants de la Junta Democràtica que no s'acceptarien legalitzacions parcials ("o tots o cap").
La Comunió Tradicionalista de Sixte Enric fou legalitzada el 1977 i es va presentar a les eleccions generals espanyoles de 1979 juntament amb Fuerza Nueva en la coalició Unión Nacional, aconseguint l'elecció com a diputat de Blas Piñar a Madrid. Però aquesta coalició es va dissoldre pocs anys després.

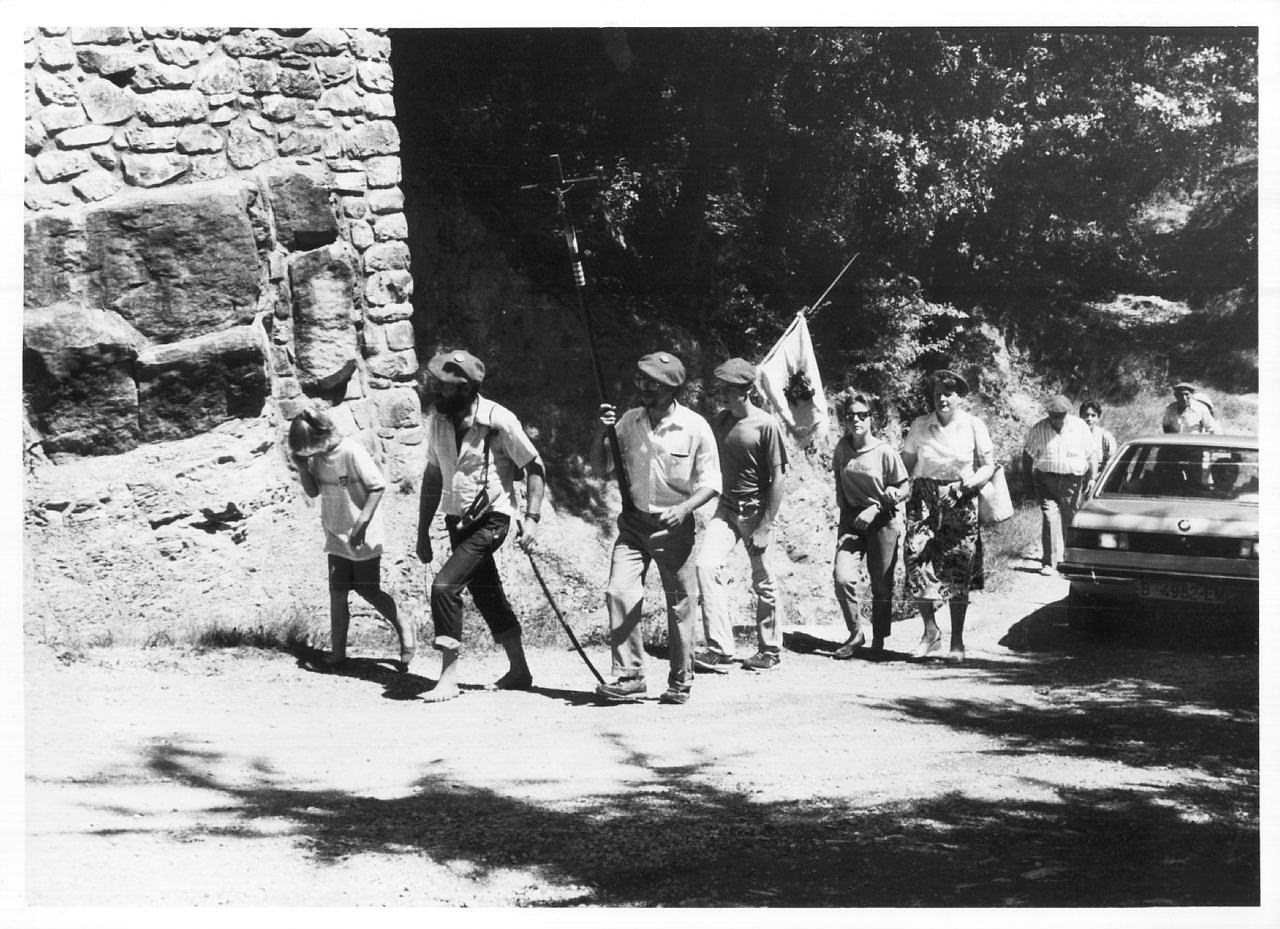
Carlins tradicionalistes al santuari del Collell, Sant Miquel de Campmajor (juliol de 1986).

El Partit Carlí de Carles Hug també es va presentar a les eleccions de 1979, però no va obtindre cap diputat i només uns 50.552 vots (0,28%), dels quals 19.522 (7,7%) estaven concentrats a Navarra. Davant el fracàs, en Carles Hug va abandonar la política activa i es va absentar d'Espanya durant 20 anys.

### El carlisme en l'actualitat
Avui dia el carlisme continua existint, encara que sense representació parlamentària a Espanya i amb una base social molt reduïda. Malgrat això, hi ha dues organitzacions carlines que continuen la lluita política, participant ocasionalment en diverses convocatòries electorals a Corts Generals i al Parlament Europeu:
- El Partit Carlí (PC), d'ideologia federalista, socialista i autogestionària. Va ser un dels partits fundadors d'Esquerra Unida el 1986, però la seva presència a IU, considerada d'escassa rellevància (només tenia un representant a la comissió política per a set dels comunistes) va crear molts problemes a la coalició, ja que li evocaven el seu paper en la guerra civil al costat franquista.[105] El partit va ser exclòs de la coalició després de les eleccions generals del mateix any.[106] El seu VII Congrés Federal, celebrat al febrer de 1987, va resoldre abandonar Esquerra Unida.[107] Alguns militants, com va ser el cas de Miguel Izu, que eren partidaris de seguir a Esquerra Unida van abandonar llavors el Partit Carlí.[108] Tot i així, els comunistes van arribar a dir després que els carlins havien deixat de formar part de la coalició pels problemes que hi causaven.[109] Des de la seva sortida d'Esquerra Unida en la línia ideològica del Partit Carlí predomina "un foralisme intransigent i populista".[110] Fins al 2011 participava regularment en les eleccions al Parlament de Navarra.[111]
- La Comunió Tradicionalista Carlista (CTC), tradicionalista i formada pels carlins contraris a l'evolució ideològica de Carles Hug a la dècada del 1970. Va ser constituïda el 1986 mitjançant la unió dels partits Comunió Tradicionalista, Unió Carlista i Comunió Catòlico Monàrquica al voltant del lema original de «Déu, pàtria, furs i rei». CTC va concórrer a les eleccions al Parlament Europeu de 1994, obtenint en tot Espanya 5.226 vots (0,03%), dels quals 473 (0,21%) els va obtenir a Navarra. També va concórrer a les eleccions generals de 2004, presentant candidatures al Senat a totes les circumscripcions electorals, i obtenint prop de 25.000 vots. En les eleccions generals de 2008, la Comunió Tradicionalista Carlista es va presentar al Senat, també en totes les circumscripcions, i al Congrés en set províncies, amb uns resultats d'aproximadament 45.000 vots per a la cambra alta, dels quals 25.470 (0,48%) els va obtenir a la circumscripció de Barcelona,[112] i 218 per a la baixa.[113] L'any 2014 es va presentar a les eleccions al Parlament Europeu, en la coalició "Impulso Social", obtenint 17.774 vots.[114]

A més tant Carles Hug com el seu germà petit Sixte Enric des de posicions ideològiques totalment divergents van continuar reclamant l'herència de la dinastia carlina. Carles Hug va restablir l'antiga Ordre de la Legitimitat Proscripta el 1999, a la qual va dotar d'uns estatuts rebatejant-la com Reial Ordre de la Legitimitat Proscripta. Carles Xavier, fill i successor de Carles Hug, que el 2012 va jurar els furs i llibertats del Regne de Navarra, compta amb la col·laboració de l'Associació 16 d'abril des del 2014. Sixte Enric, que va participar en els fets de Montejurra el 1976, va crear el 2001 una Secretaria Política i els seus seguidors el consideren el "Banderer de la Tradició".
En l'àmbit cultural funciona l'associació dels Amics de la Història del Carlisme de Catalunya, creada el 2002, que va organitzar diverses jornades amb motiu del Centenari de la Solidaritat Catalana (2006) o dels 175 Anys de Carlisme (2008). A Madrid també hi ha Fundació Ignacio Larramendi, que promou la difusió de la història del carlisme i del pensament tradicionalista; la Fundació Elías de Tejada, que fomenta el coneixement de l'obra d'aquest intelectual carlí; i el Consejo de Estudios Hispánicos "Felipe II", vinculat a la Comunió Tradicionalista de Sixte de Borbó. A Navarra funciona la Fundació Amics de la Història del Carlisme, vinculada al Partit Carlí.

## Ideologia
El 1935 un àlbum publicat amb motiu dels cent anys d'historia del carlisme, compilat pel publicista carlí Joan Maria Roma, definia el carlisme «no com el mer retorn incondicional i absolut al temps passat» sinó com a «la restauració de l'antic règim purificat de les imperfeccions inherents a temps que van ser, curat dels vicis en ell introduïts per possibles errors del temps i completat o perfeccionat amb allò de bo i útil dels temps presents reconegut com a tal en la pedra de toc de l'experiència». Afirmava així mateix que el carlisme era «la restauració de la monarquia que va fer d'Espanya la nació més gran i gloriosa del món» i que no era la forma, «sinó l'esperit, el fons de la tradició», el que havia de restaurar-se.

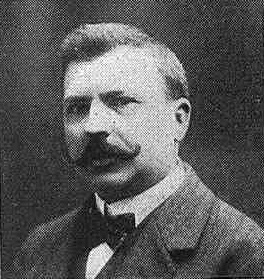
Joan Maria Roma

Pel que feia a la representació en Corts, el carlisme demanava una representació corporativa, no individualista com la del règim parlamentari. Les Corts tradicionals haurien de ser la representació de les classes, dels gremis i corporacions, amb mandat imperatiu. Els carlins defensaven l'expansió del principi foral a tot Espanya i la subordinació del poder polític a l'autoritat de l'Església en allò relacionat amb la religió i la moral.
Definien el liberalisme com a «enemic de la Pàtria» i l'acusaven d'haver sacrificat la «unitat catòlica d'Espanya» per satisfer els interessos de la francmaçoneria internacional; d'haver desposseït als pobles de les seves tradicionals llibertats per donar-los «llibertats de perdició»; d'haver substituït reis que governaven amb reis que només regnaven i d'haver trencat la unitat del poble espanyol dividint-lo en partits que subordinaven l'interès del país al del seu bàndol.
Segons els seus partidaris, les tres guerres civils sostingudes pel carlisme al segle xix haurien estat la continuació de la Guerra de la Independència Espanyola, i els liberals haurien estat els continuadors de l'obra dels afrancesats (considerats per tant enemics de la pàtria) i els promotors de la pèrdua d'autoritat i de la «veritable llibertat». Tant la manca de religiositat i dels bons costums com l'enfonsament de la hisenda, l'agricultura, la indústria i el comerç, així com la pèrdua de les colònies, haurien estat culpa del liberalisme.

## Historiografia
Abans de la dècada de 1960 hi havia dues línies d'historiografia sobre el carlisme centrades fonamentalment en les guerres carlines. L'una, de tendència liberal, és basava en l'obra d'Antonio Pirala i arriba fins als treballs de Vicens Vives, Seco Serrano i Miguel Artola. En l'altra, escrita pels mateixos militants carlins, van participar autors com Francesc de Paula Oller, Reynaldo Brea, el comte de Melgar, el comte de Rodezno, Jaime del Burgo i Melchor Ferrer, el darrer dels quals va escriure una obra de 30 volums titulada Historia del Tradicionalismo Español. En relació al carlisme durant l'època el franquisme s'ha destacat des d'aquesta mateixa línia historiogràfica l'obra de 29 volums de Manuel de Santa Cruz titulada Apuntes y Documentos para la Historia del Tradicionalismo español 1939-1966.
Des de finals de la dècada de 1960, va començar una nova línia historiogràfica vinculada al Partit Carlí de Carles Hug, de la qual Josep Carles Clemente i Evarist Olcina van ser els principals representants. Considera el carlisme com un moviment polític defensor dels drets de les persones i dels pobles i les nacions del que anomenen "Les Espanyes", contra el centralisme que va pretendre imposar la Constitució de 1812, donant suport, en el plet dinàstic suscitat a la mort de Ferran VII, els drets legítims de Carles Maria Isidre ("Carles V d'Espanya"), germà de Ferran VII. Segons aquesta historiografia, per als carlins, Carles era el rei que havia jurat els Furs, i respectava els drets dels Pobles; enfront d'Isabel II, que imposava manu militari una nova nacionalitat amb la Constitució de 1812, i que sumava, als atropellaments forals començats amb els decrets de Nova Planta, els constants intents de suprimir els furs del Regne Navarrès. En la reivindicació dels furs interpreten el carlisme com un moviment precursor del sobiranisme i dels moderns nacionalismes, en la línia de la ideologia del Partit Carlí modern, que proposa un projecte de convivència comuna, lliure i voluntari, des de l'autodeterminació i mitjançant un sistema foral/federatiu/confederal per a "Les Espanyes". Tanmateix, el carlisme històric rebutjava el concepte de sobirania nacional pel seu origen "revolucionari" i "liberal" i l'hi oposava el concepte de legimitat monàrquica. En aquest sentit, des de posicions reivindicadores del tradicionalisme carlí, Rodon i Guinjoan ha afirmat que els esforços de dissociar els conceptes de carlisme i tradicionalisme des de la dècada de 1970 són «fruit d'una època en què la demagògia i les tergiversacions conceptuals han gaudit d'una excessiva tolerància en aquest àmbit historiogràfic».
Altres historiadors no vinculats al moviment carlí han analitzat el fenomen del carlisme al segle xx des de l'anàlisi científica. Alguns dels autors destacats en aquest àmbit són Jaume Torras, Julio Aróstegui i Martin Blinkhorn. Recentment ha aparegut una altra, articulada a l'entorn de la revista Aportes, que ha recuperat la línia historiogràfica carlina de Ferrer o del Burgo des de plantejaments científics.
A Catalunya l'estudi del carlisme va comptar amb les aportacions de Torras, Fontana o Pascual, però després va perdre interès. No obstant, des del final de la dècada de 1980 han aparegut nombrosos articles, llibres i dossiers a revistes d'història i seminaris. Pere Anguera va escriure treballs sobre el carlisme català a la primera meitat del segle xix. Igualment es van fer moltes tesis doctorals que cobreixen tot el carlisme català del segle xix. Sobre el carlisme polític durant la Restauració han destacat les obres de Jordi Canal.

## Pretendents carlins
Aquests són els diferents pretendents carlins al tron del Regne d'Espanya:
Línia originària
- Carles V (Carles Maria Isidre de Borbó), 1833-1845.
- Carles VI (Carles Lluís de Borbó i de Bragança) (fill de l'anterior), 1845-1861.
- Joan III (Joan de Borbó i de Bragança) (germà de l'anterior), 1861-1868.
- Carles VII (Carles de Borbó i Austria-Este) (fill de l'anterior), 1868-1909.
- Jaume III (Jaume de Borbó i Borbó Parma) (fill de l'anterior), 1901-1931.
- Alfons Carles I (Alfons Carles de Borbó i Austria-Este) (germà de Carles VII), 1931-1936, va establir una Regència en la persona del seu nebot Francesc Xavier de Borbó Parma.

Línia Habsburg-Lorena i Borbó
- Carles VIII (Carles Pius d'Habsburg-Lorena i Borbó) (net de Carles VII), 1943-1953, va ser proclamat Rei per una minoria de carlins separats de la Regència de Francesc Xavier de Borbó Parma.

Línia Borbó i Parma
- Xavier I (Francesc Xavier de Borbó i Parma), 1952-1975, regent entre 1936 i 1952, considerat com a Rei per la majoria del carlins.
- Carles Hug I (Carles Hug de Borbó i Parma) (fill de l'anterior), 1975-2010.
- Sixte Enric (Sixte de Borbó i Parma), regent des del 1977 i "Banderer de la Tradició" segons els seus partidaris.
- Carles Xavier I (Carles Xavier de Borbó i Parma) (fill de Carles Hug I) des del 2010.[128]

## Dirigents carlins

### Dirigents carlins a Espanya
Generals en cap de l'Exèrcit carlí:
- Tomás de Zumalacárregui y de Imaz (1834-1835)
- Vicente González Moreno (1835)
- Comte de Casa-Eguía (1835-1836)
- Bruno Villarreal (1836)
- Sebastià de Borbó i de Bragança (1837)
- Juan Antonio Guergué y Yániz (1838)
- Rafael Maroto Yserns (1839)
- Ramon Cabrera i Grinyó (1869)

Dirigents polítics del carlisme espanyol:
- Marquès de Villadarias, president de la Junta Central Catòlico-Monàrquica (1870-1872)
- Cándido Nocedal, president de la Junta Central Catòlico-Monàrquica (1872) i cap delegat de la Comunió Tradicionalista (1879-1885)
- Francisco Navarro Villoslada, representant de Don Carles a Espanya (1885-1887)
- Enrique de Aguilera y Gamboa, marquès de Cerralbo, cap delegat de la CT (1890-1899) i cap de la Junta Nacional Tradicionalista (1913-1919)
- Matías Barrio y Mier, cap delegat de la CT (1899-1909)
- Bartolomé Feliú, cap delegat de la CT (1909-1913)
- Pascual Comín, secretari general de la CT (1919)
- Luis Hernando de Larramendi, secretari general de la CT (1919-1921)
- José Selva Mergelina, marquès de Villores, secretari polític de Don Jaume i cap delegat de la CT (1921-1932)
- Tomás Domínguez Arévalo, comte de Rodezno, cap delegat de la CT (1932-1934)
- Manuel Fal Conde (1934-1955)[nota 2]
- José María Valiente (1955-1967)[nota 3]
- Juan José Palomino, president de la Junta Suprema Carlista (1968-1971)

### Dirigents carlins a Catalunya
Comandants generals carlins de Catalunya:
- Comte d'Espanya (1833-1835 i 1838-1839)
- Juan Antonio Guergué y Yániz (1835)[129]
- Rafael Maroto Yserns (1836)
- Blas María Royo de León (1836-1837)[130]
- Antonio Urbiztondo (1837-1838)[131]
- Josep Segarra i Rubio (1838 i 1839-1840)[132]
- Josep Borges i Granollers (1847-1849)[133]
- Marcel·lí Gonfaus i Casadesús (1855)
- Rafael Tristany i Parera (1872-1875 i 1875-1876)
- Francesc Savalls i Massot (1875)

Caps de la Junta Regional Tradicionalista de Catalunya:
- Felip de Sabater i de Prat (1885-1888).[134]
- Lluís Maria de Llauder i de Dalmases (1889-1902).[135]
- Josep Erasme de Janer i de Gironella (1902-1910).[136][137]
- Duc de Solferino (1910-1914 i 1917-1919).[138]
- Miquel Junyent i Rovira (1914-1917 i 1919-1933).[139]
- Maurici de Sivatte (1933-1934 i 1936-1949).
- Llorenç Maria Alier (1934-1936).[140]
- Tomàs Caylà (1936).[140]
- Josep Puig i Pellicer (1949-1960).[141]
- Juan Sáenz-Díez (1960-1961).
- Josep Prat Piera (1961-1965).[142]
- Antonio Domingo Francàs (1965-1968).
- Carles Feliu de Travy (1968-1970).[93]

## Línia del temps
|                       | 1833-1845 | 1845-1861 | 1861-1868 | 1868-1876  | 1876-1885       | 1885-1888                    | 1889-1890                            | 1890-1899                            | 1899-1902                            | 1902-1909                            | 1909-1910                            | 1910-1913        | 1913-1914                    | 1914-1917                    | 1917-1919                    | 1919             | 1919-1921                   | 1921-1931               | 1931-1932               | 1932-1933               | 1933-1934               | 1934-1936           | 1936-1936        | 1936-1943          | 1943-1949          | 1949-1953             | 1953-1955             | 1955-1960             | 1960-1961           | 1961-1965           | 1965-1967               | 1968-1971             | 1955-1975 | 1975-1977    | 1977-2010    | 2010-avui       |
| --------------------- | --------- | --------- | --------- | ---------- | --------------- | ---------------------------- | ------------------------------------ | ------------------------------------ | ------------------------------------ | ------------------------------------ | ------------------------------------ | ---------------- | ---------------------------- | ---------------------------- | ---------------------------- | ---------------- | --------------------------- | ----------------------- | ----------------------- | ----------------------- | ----------------------- | ------------------- | ---------------- | ------------------ | ------------------ | --------------------- | --------------------- | --------------------- | ------------------- | ------------------- | ----------------------- | --------------------- | --------- | ------------ | ------------ | --------------- |
| Pretendents           | Carles V  | Carles VI | Joan III  | Carles VII | Carles VII      | Carles VII                   | Carles VII                           | Carles VII                           | Carles VII                           | Carles VII                           | Jaume III                            | Jaume III        | Jaume III                    | Jaume III                    | Jaume III                    | Jaume III        | Jaume III                   | Jaume III               | Alfons Carles I         | Alfons Carles I         | Alfons Carles I         | Alfons Carles I     | Xavier I         | Xavier I           | Xavier I           | Xavier I              | Xavier I              | Xavier I              | Xavier I            | Xavier I            | Xavier I                | Xavier I              | Xavier I  | Carles Hug I | Carles Hug I | Carles Xavier I |
| Pretendents           | Carles V  | Carles VI | Joan III  | Carles VII | Carles VII      | Carles VII                   | Carles VII                           | Carles VII                           | Carles VII                           | Carles VII                           | Jaume III                            | Jaume III        | Jaume III                    | Jaume III                    | Jaume III                    | Jaume III        | Jaume III                   | Jaume III               | Alfons Carles I         | Alfons Carles I         | Alfons Carles I         | Alfons Carles I     |                  |                    | Carles VIII        | Carles VIII           |                       |                       |                     |                     |                         |                       |           |              | Sixte Enric  | Sixte Enric     |
| Dirigents a Espanya   |           |           |           |            | Cándido Nocedal | Francisco Navarro Villoslada |                                      | Enrique de Aguilera y Gamboa         | Matías Barrio y Mier                 | Matías Barrio y Mier                 | Bartolomé Feliú                      | Bartolomé Feliú  | Enrique de Aguilera y Gamboa | Enrique de Aguilera y Gamboa | Enrique de Aguilera y Gamboa | Pascual Comín    | Luis Hernando de Larramendi | José Selva Mergelina    | José Selva Mergelina    | Tomás Domínguez Arévalo | Tomás Domínguez Arévalo | Manuel Fal Conde    | Manuel Fal Conde | Manuel Fal Conde   | Manuel Fal Conde   | Manuel Fal Conde      | Manuel Fal Conde      | José María Valiente   | José María Valiente | José María Valiente | José María Valiente     | Juan José Palomino    |           |              |              |                 |
| Dirigents a Catalunya |           |           |           |            |                 | Felip de Sabater             | Lluís Maria de Llauder i de Dalmases | Lluís Maria de Llauder i de Dalmases | Lluís Maria de Llauder i de Dalmases | Josep Erasme de Janer i de Gironella | Josep Erasme de Janer i de Gironella | Duc de Solferino | Duc de Solferino             | Miquel Junyent i Rovira      | Duc de Solferino             | Duc de Solferino | Miquel Junyent i Rovira     | Miquel Junyent i Rovira | Miquel Junyent i Rovira | Miquel Junyent i Rovira | Maurici de Sivatte      | Llorenç Maria Alier | Tomàs Caylà      | Maurici de Sivatte | Maurici de Sivatte | Josep Puig i Pellicer | Josep Puig i Pellicer | Josep Puig i Pellicer | Juan Sáenz-Díez     | Josep Prat Piera    | Antonio Domingo Francàs | Carles Feliu de Travy |           |              |              |                 |

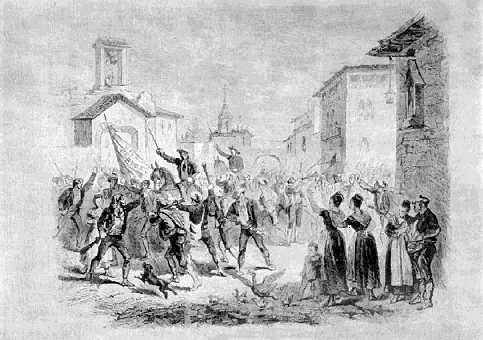
Sublevació carlina el 1833.
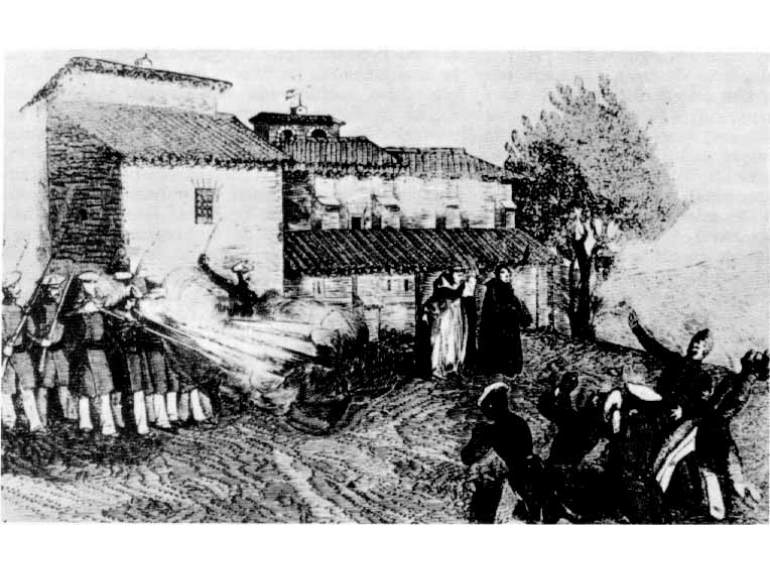
Els afusellaments d'Estella.
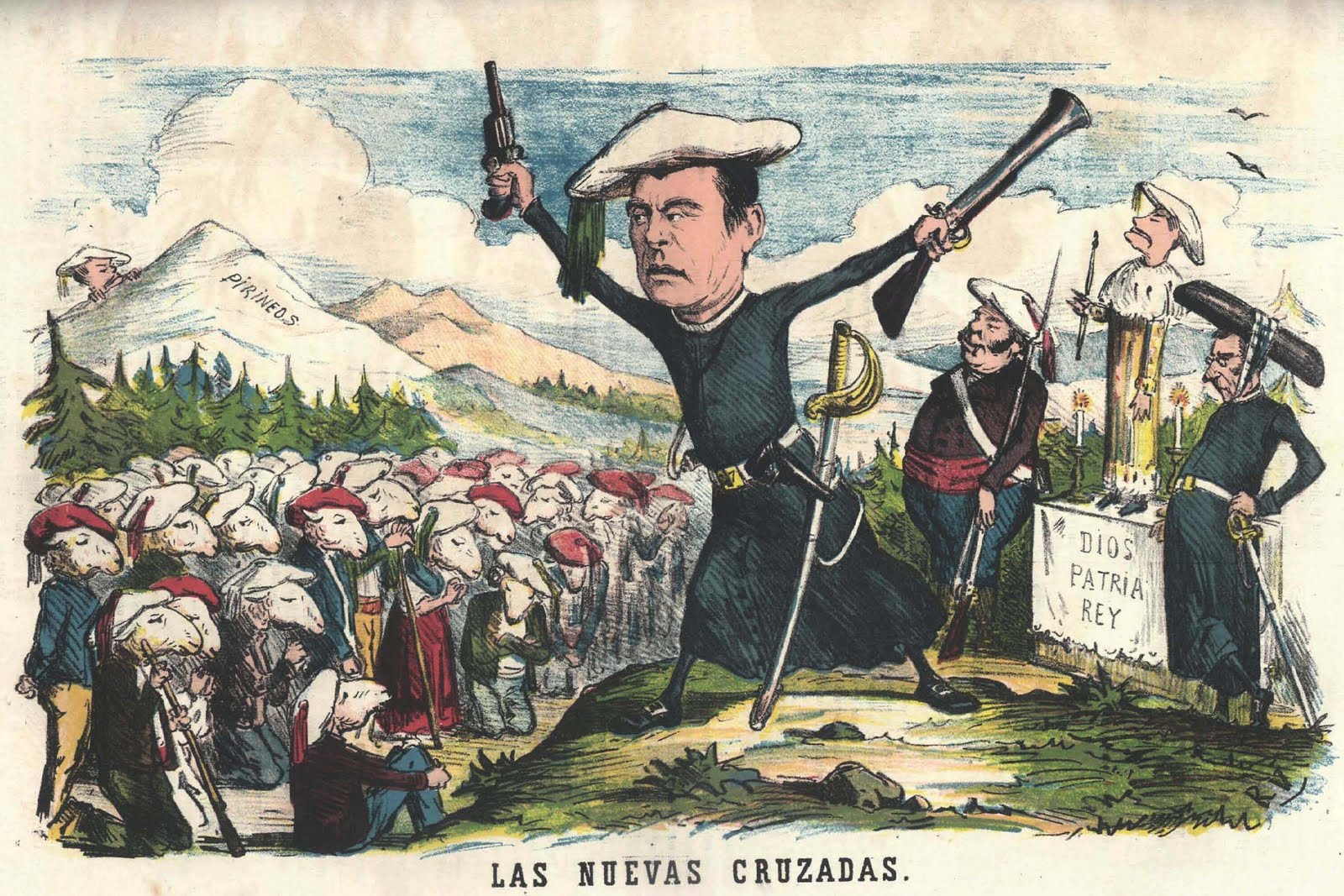
Caricatura del Carlisme, de la revista La Flaca, amb els ideals (Déu, pàtria i rei) i diversos personatges.
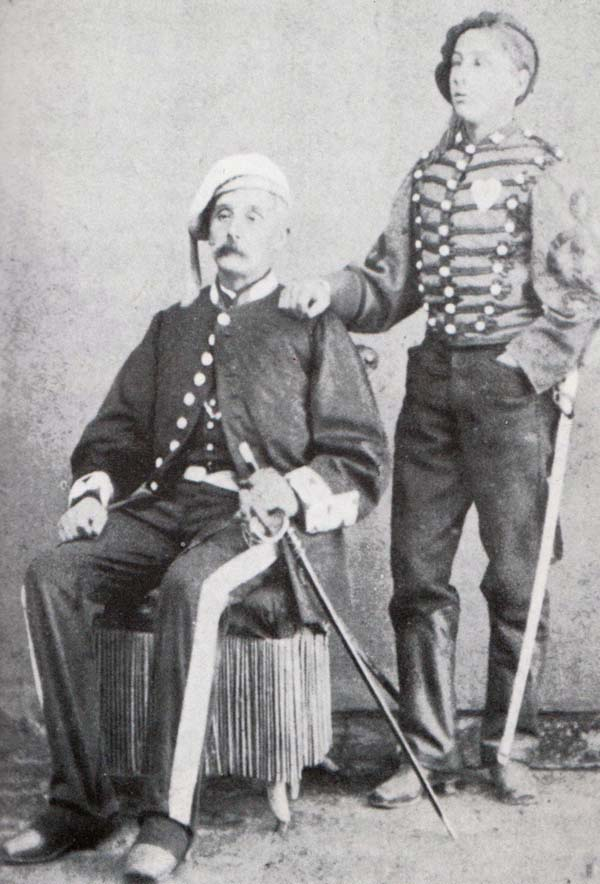
Carlins catalans.
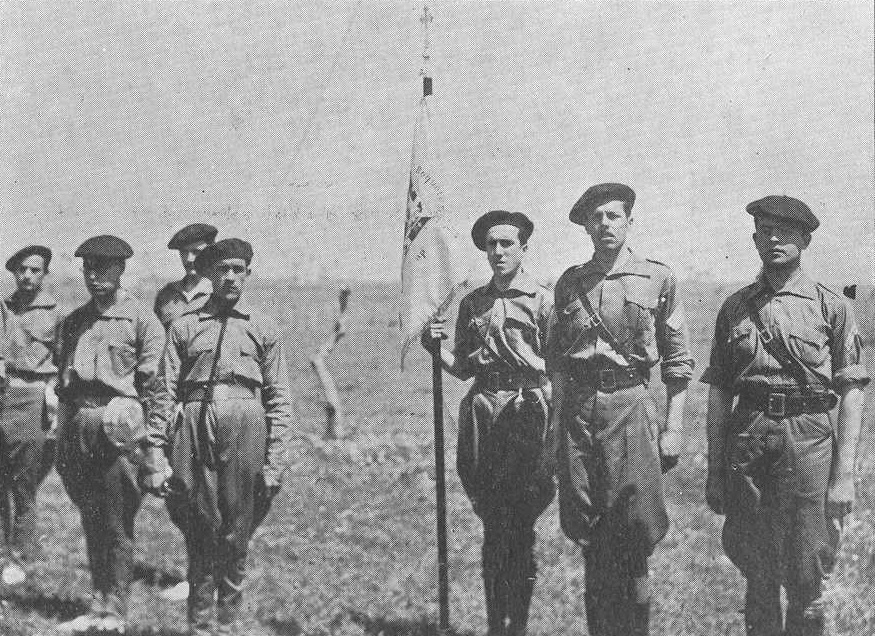
Requetès.